# Tändstickspalatset
Tändstickspalatset är en exklusiv kontorsbyggnad i kvarteret Spektern på Västra Trädgårdsgatan 15 i centrala Stockholm. Byggnaden beställdes av finansmannen Ivar Kreuger och ritades av arkitekt Ivar Tengbom. Huset blev helt färdigt i november 1928, knappt fyra år före Kreugerkraschen. Tändstickspalatset symboliserar Kreugerkoncernens uppgång och fall.
Tändstickspalatset är ett påkostat byggnadsverk i svensk tjugotalsklassicism skapat av en lång rad av Sveriges främsta formgivare, konstnärer och hantverkare, bland dem Isaac Grünewald, Carl Milles, Carl Malmsten, Simon Gate och Elsa Gullberg. Stadsmuseet i Stockholm har blåklassat byggnaden och delar av den bevarade interiören, vilket innebär att bebyggelsens kulturhistoriska värde inte får förvanskas och av stadsmuseet anses motsvara fordringarna för byggnadsminnen i Kulturmiljölagen.
Byggnaden ägdes fram till 1999 av Fastighetsaktiebolaget Västra Trädgårdsgatan 15, i sin tur ägt av Stora Enso, som 1988 förvärvade Svenska Tändsticks AB (nuvarande Swedish Match). Från år 2000 ägdes fastigheten Spektern 8 av fastighetsbolaget Midroc Real Estate. År 2018 köptes den av Anders Bodin Fastigheter. Idag har ett 20-tal företag sina kontor här.

## Kvarteret

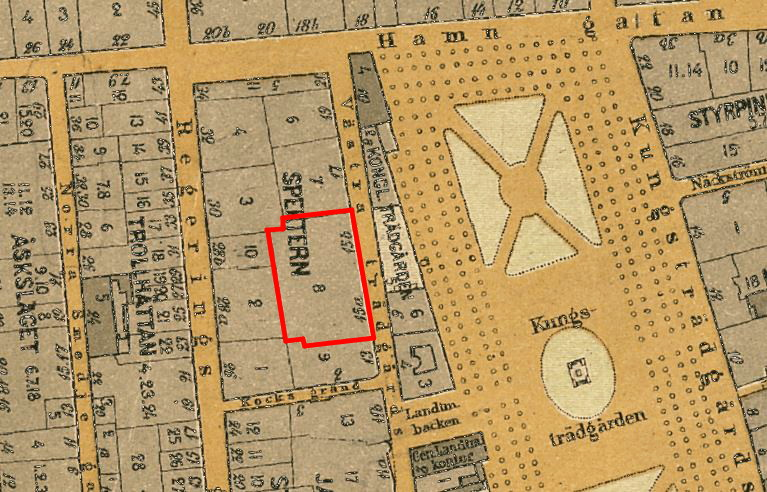
Kvarteret Spektern 1909.

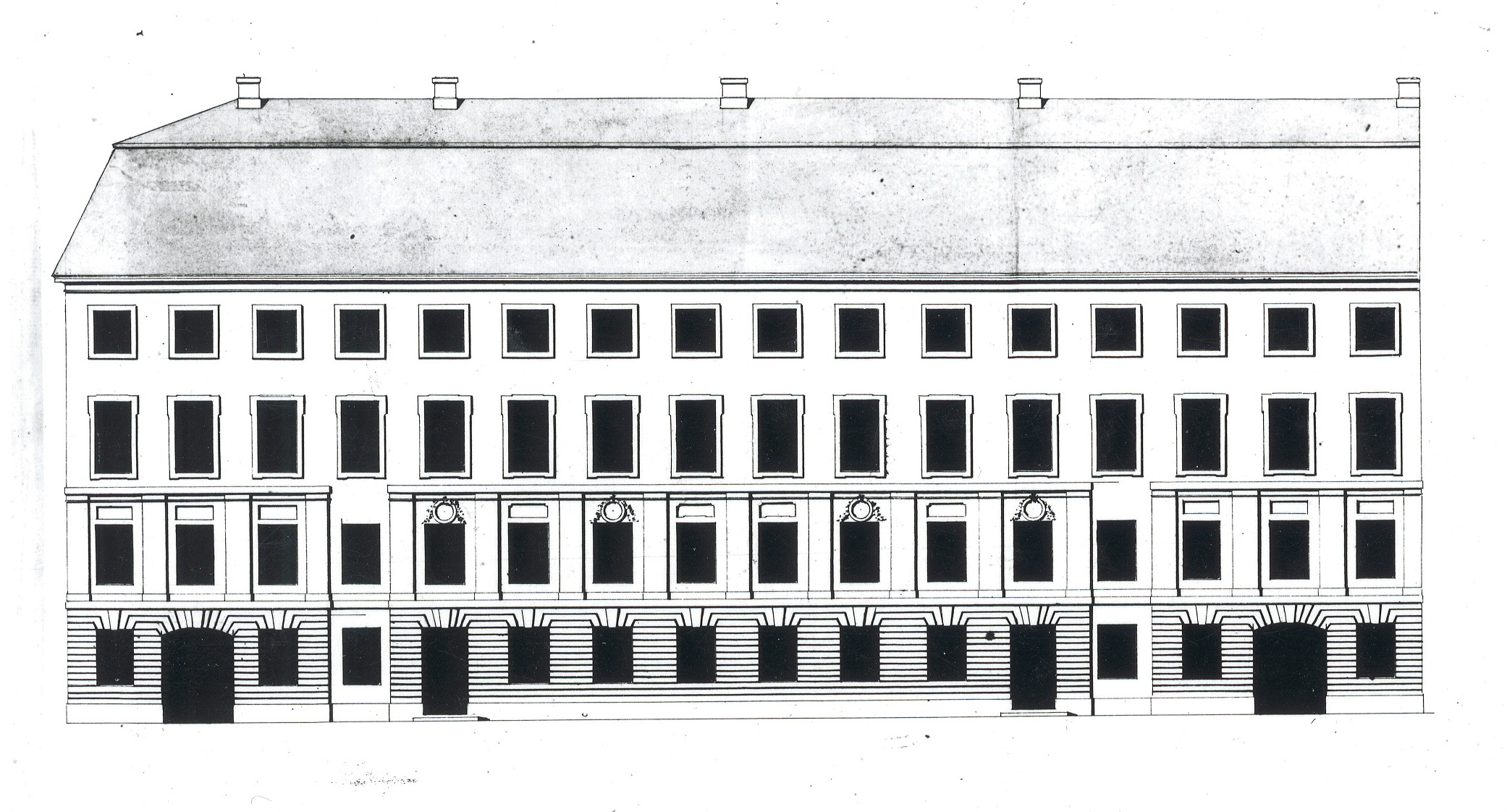
Ursprungsbyggnaden på Spektern 9 och 8, uppförd 1754. Spektern 8 riven 1926.

Spektern är ett gammalt Stockholmskvarter som begränsas av Hamngatan i norr, Regeringsgatan i väster, Kocksgränd i söder och Västra Trädgårdsgatan i öster. Namnet härrör från Gert Specht d.ä. (1645-1707), som levde på 1600-talets första hälft och ägde ett hus i detta kvarter där han drev krogen Spechtens källare. Han omnämns ofta i Stockholms tänkeböcker från 1594 och 1613–1623. Han är inte identiskt med handelsmannen Gert Specht d.y. (född 1675), som levde senare (troligen son eller sonson till den förre) och namngav Spektens gränd i Gamla stan.
I kvarteret Spektern fanns tidigare det De Geerska palatset från 1750-talet. Den norra delen av palatset revs i mitten på 1920-talet för att ge plats åt ett nytt "palats", ett mycket påkostat hus som omgående kom att kallas Tändstickspalatset. Byggherren var Ivar Kreuger, ”Tändstickskungen”, som i mitten av 1920-talet stod på höjden av sin karriär. Huvudkontoret för hans världsomspännande företag, Svenska Tändsticks Aktiebolaget (föregångaren till Swedish Match), låg i gamla lokaler på granntomten, Västra Trädgårdsgatan 17. Kreugers företag förvärvade därför Västra Trädgårdsgatan 15a och b och anlitade arkitekt Ivar Tengbom att rita det nya huvudkontoret som skulle symbolisera företagets framgång och kunde imponera på kunderna. Den södra delen (fastigheten Spektern 9) finns fortfarande kvar och kallas även Wachtmeisterska huset, efter senare ägare. Huset är sedan 1941 residens för Finlands ambassadör i Stockholm.

## Arkitektur, allmänt

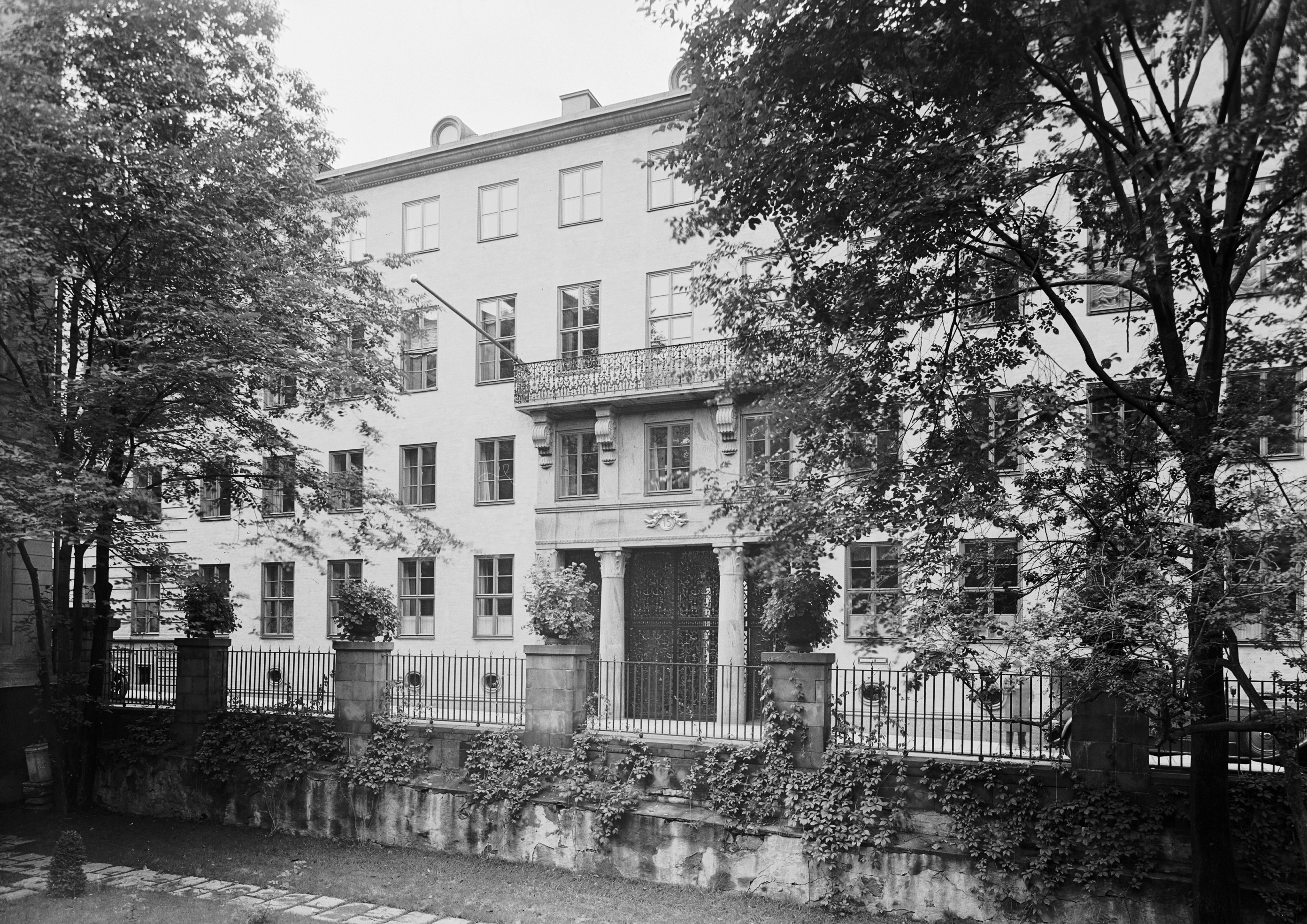
Tändstickspalatset fasad mot öster sedd från ”De Geerska parterren”, 1930-tal.

Tengbom hade just avslutat sitt omfattande arbete för Stockholms konserthus (invigd 1926). Därifrån tog han med sig en lång rad konstnärer och formgivare till det nya uppdraget, bland dem Isaac Grünewald, Carl Milles, Carl Malmsten, Elsa Gullberg, Ewald Dahlskog, Simon Gate, Robert Hult och Gustaf Cederwall. Handarbetets vänner och närbelägna NK stod för textil och verkstäder. Tengboms närmaste medarbetare var arkitekt Ture Wennerholm. Tillsammans bildades en form av medeltida byggnadshytta där Tengbom drog upp den stora helheten, medan hans medarbetare skapade palatsets ”liv och ande”, som han själv uttryckte det.
Exteriören, men framför allt interiören, präglades av den rådande konstriktningen, svensk 1920-tals klassicism eller Swedish grace, som stilen kallades internationellt. Vissa byggnadsdetaljer såsom hissfronter i glas och stål präglas redan av "prefunkis" och avslöjar övergången till funktionalism, den nya stilriktningen som skulle introduceras i Sverige några år senare i och med Stockholmsutställningen 1930. Kreugers konstintresserade vice-VD, Krister Littorin, såg till att den av ledningen önskade lyxkänslan förverkligades. I husets konstnärliga utsmyckning skulle även företaget och företagets produkt, tändstickan, uppmärksammas. Olika symboler för elden samt företagsloggans tre stjärnor förekommer på olika sätt i hela byggnaden.

## Planritning

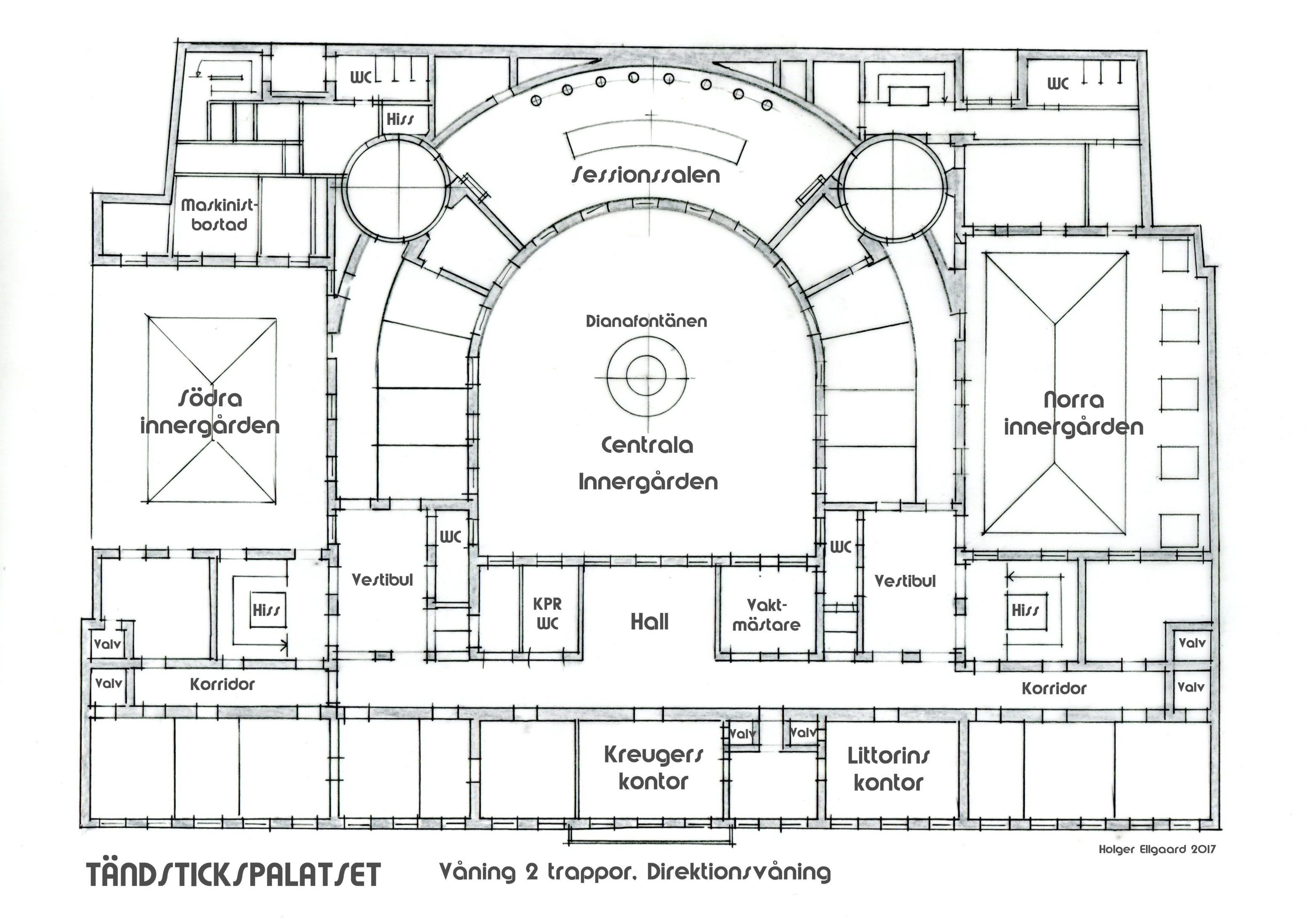
Ritning med Tengboms ursprungliga planlösning över våning två trappor (direktionsvåning).

## Bygget

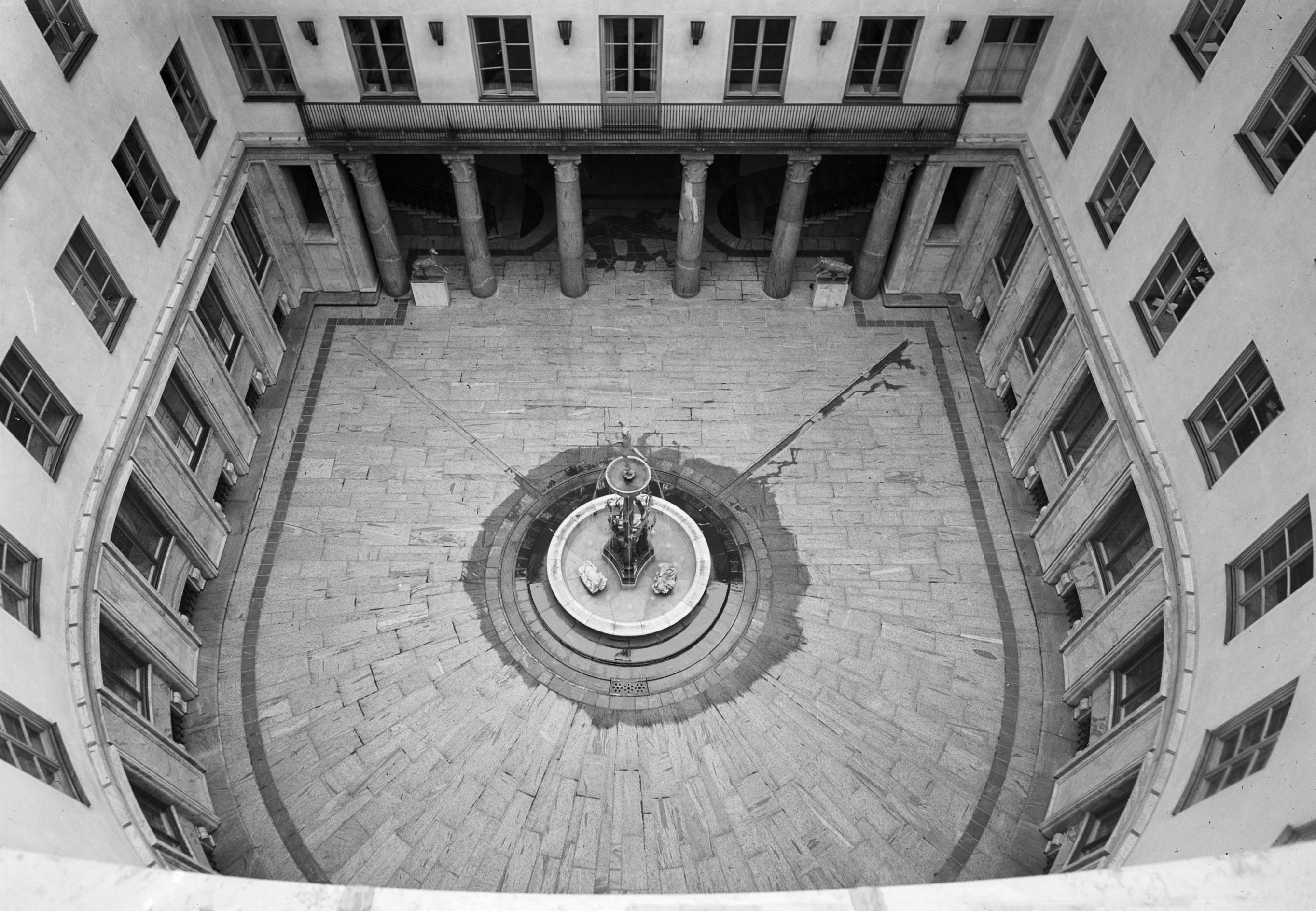
Innergården på 1930-talet.

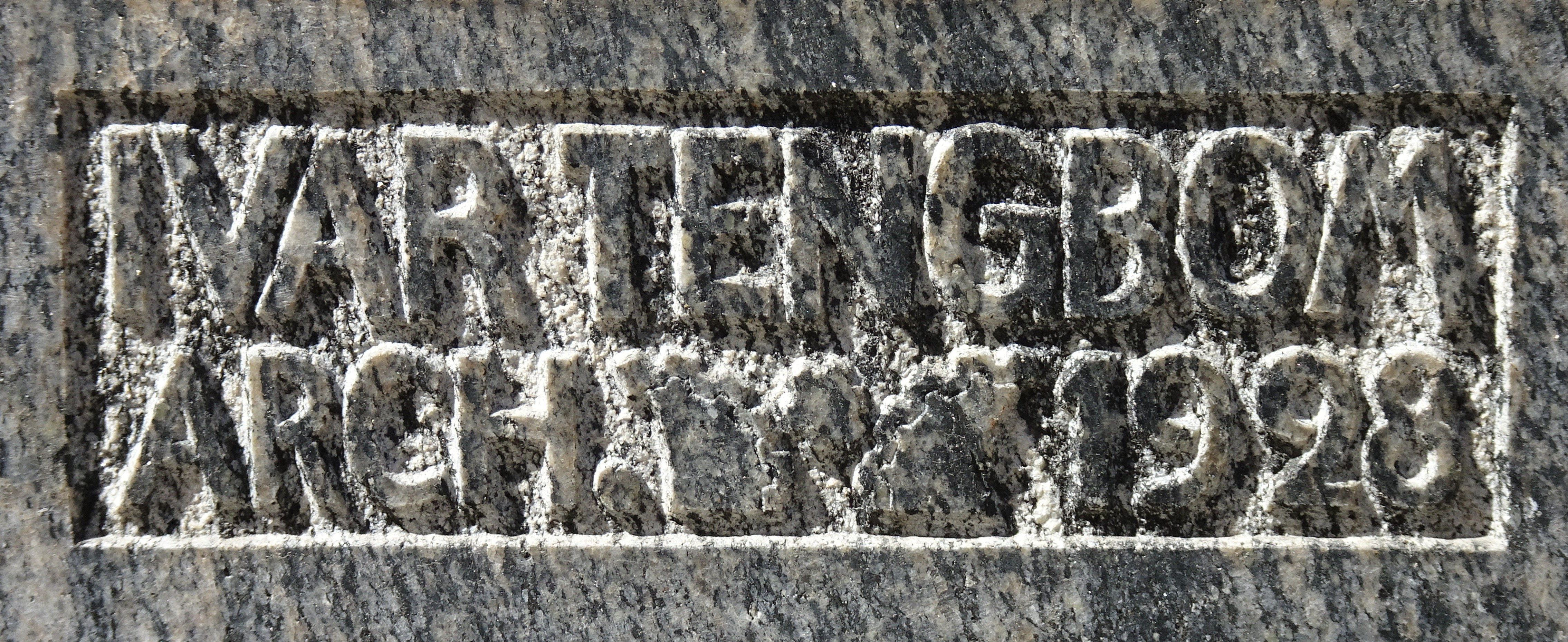
Tengboms "signatur".

Tengboms ritningar godkändes till en början inte av Stockholms stads byggnadsnämnd, som anmärkte om hushöjden och innergårdarnas mått. Beställaren, Tändsticksbolaget, sökte dispens hos Kungl. Maj:t., vilket de fick. Angående hushöjden framhöll bolaget att den kommer att motsvara samma som de rivna byggnadernas.
Konstruktör var Henrik Kreüger och hans konsulterande ingenjörsfirma. Byggentreprenör var koncernägda Kreuger & Toll Byggnads AB som fick bygga på löpande räkning. Tändstickspalatset uppfördes i fyra plan ovan mark och ett plan under mark. Stommen består av murtegel, betong och järnprofiler. Ytterväggarna murades av tegel som slammades. I byggnaden ryms bland annat tjugo påkostade direktionsrum, sammanträdeslokaler, ett 100-tal enklare kontorsrum, samt storkök, matsalar, badrum för direktörer, sjukrum, arkiv, laboratorier och 24 kassavalv. Det fanns även ett tändsticksmuseum med över tusen föremål och på sin tid det enda i världen. Största rum med omkring 200 m² var emissions- och kassasalen, ursprungligen belägen i norra flygelns innergård. Från gatan kunde man köra ner med bil in i husets källargarage som fick dagsljus via en lanternin över den södra innergården. För chaufförerna fanns väntrum och vilrum med dusch.
Tändstickspalatset färdigställdes i rekordfart på bara två år, från september 1926 till november 1928. I november 1926 göts grunden, i april 1927 firades taklagsfest och ett år senare, i februari/april 1928, flyttade Tändsticksbolaget in i sitt halvfärdiga palats. Dagens Nyheter konstaterade "... detta palats har med amerikansk fart skjutit upp så hastigt att många Stockholmare ännu inte ens hunnit stanna inför den storslagna Tengbomska portiken..." Den 8 november var allt klart och kungligheter samt pressen bjöds på visning. Produktionskostnaden stannade vid 3,3 miljoner kronor. Ivar Tengbom brukare signera sina byggnader som han var nöjd med, så även här. Hans "signatur" finns inhuggen i hussockeln till höger om portiken: "IVAR TENGBOM ARCH. 1928".

## Husets tekniska utrustning

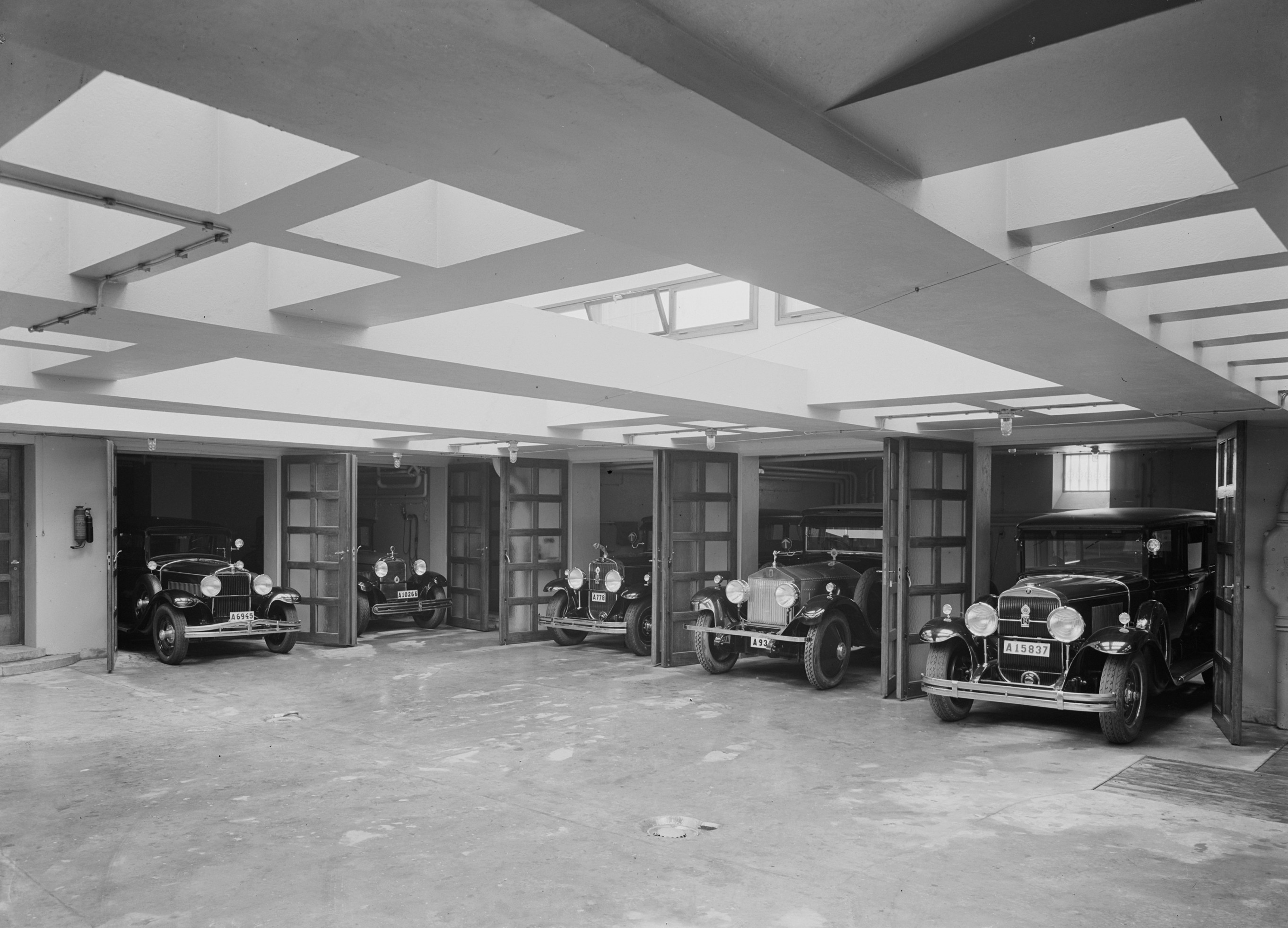
Garaget ca 1929. Bilarna är, från vänster, en Chevrolet, en Studebaker, en Lincoln, Rolls-Royce och en Studebaker.

Byggnaden utrustades med fyra personhissar och en elektrisk brevhissanläggning samt moderniteter som centralvärme, elektriska distanstermometrar och en personalsökningsanläggning. Bolagets nya kontor förfogade även över en egen telegrafväxel som tillät att skicka telegrammen betydligt snabbare än konkurrenterna. I korridoren utanför sessionssalen hängde (och hänger fortfarande) ett elektriskt världsur med vridbar urtavla som visade tidszoner, dag och natt, samt lokaltiden i några av världens huvudstäder.
Intill uret fanns två siffertavlor som genom anvisning från Postverket angav samtliga postmöjligheter till utländska centra samt framkomsttider för vanlig post och luftpost. Byggnadens klockor styrdes från ett elektriskt centralur i källaren. De elektriska uren inklusive världsuret samt ljussignalsystemet, personalsökningsanläggningen och kassavalvskontrollen kom från tyska Siemens-Schuckert. Kylanordningar för kylrum och kylskåp levererades av då General Motors-ägda Frigidaire. Siemens och Frigidaire var några av de få utländska företag som anlitades för projektet. LM Ericsson utvecklade, exklusivt för företagets ledning, en högtalartelefonanläggning som tillät att man under telefonsamtal kunde röra sig fritt i rummet. Ericsson levererade även husets brandalarmanläggning.

## Exteriör
Bebyggelsen grupperades kring en central anordnad hästskoformad innergård, en cour d'honneur. I den centrala innergårdens mitt står Carl Milles ”Dianafontänen”. Vidare finns här hans bronsskulpturer ”Viltsvin” och ”Hjort” som flankerar ingången från gatan. Marken är stensatt med marmorskivor. Två mindre, klimatskyddade innergårdar ansluter i norr och i söder. I den norra innergården anordnades kassahallen / aktieregistreringssalen och under den södra hade direktionen sina bilar.  
Den centrala innergården nås från Västra Trädgårdsgatan via en kolonnburen portik. Portikens smidesgrindar mot gatan formgavs av Gustaf Cederwall och Robert Hult. Gustaf Cederwall skapade även portikens 14 kolonner av slipad Vätögranit med egyptiskt inspirerade kapitäl. I det stensatta golvet syns guden Prometheus, ”ljusbäraren”. Innergårdens fasader upp till första våningen är klädda med Kolmårdsmarmor, de övriga är slätputsade med tillsats av marmormjöl. Byggnadens fasader utåt Västra Trädgårdsgatan är indelade dels i rusticerande och dels i släta partier. Över portiken sträcker sig en balkong motsvarande tre fönsters bredd. Här hade Ivar Kreuger sitt kontorsrum. Ursprungligen hade man härifrån fri sikt mot öster och Kungsträdgården över en obebyggd tomt i kvarteret Kungliga trädgården, den ”De Geerska parterren”, som bebyggdes 1984 och utsikten försvann.

Exteriör
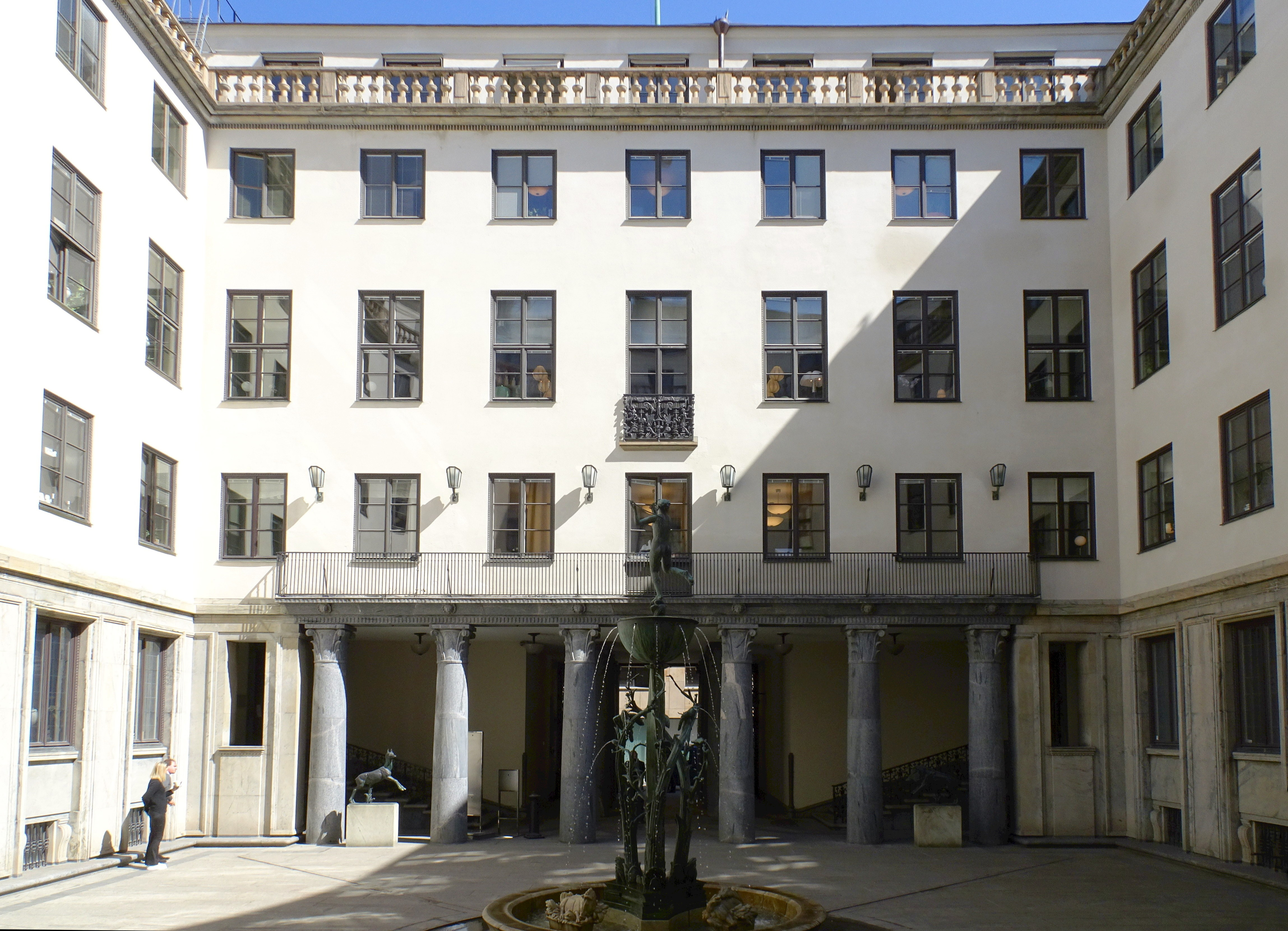
Innergården mot öster.
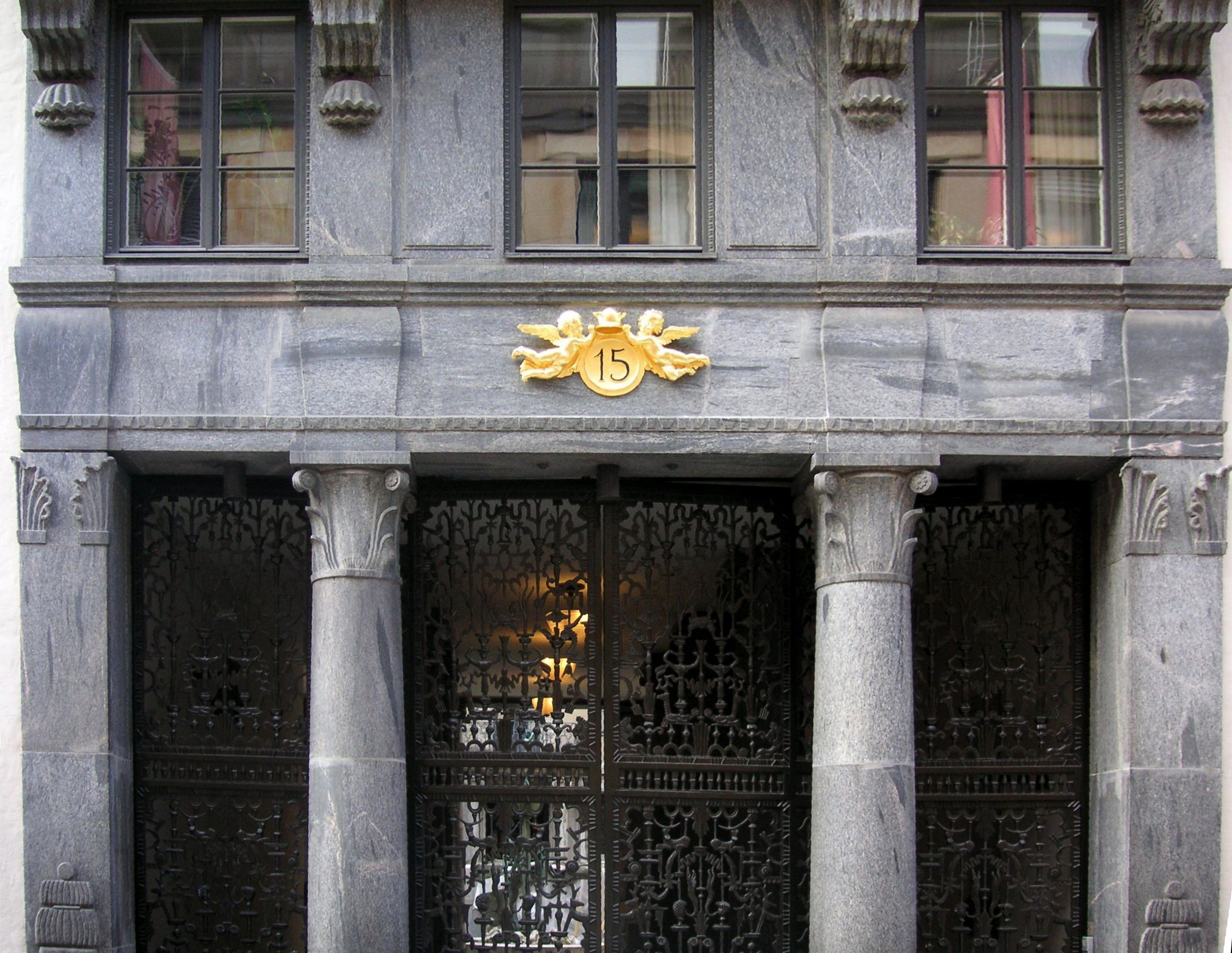
Portiken mot Västra Trädgårdsgatan.
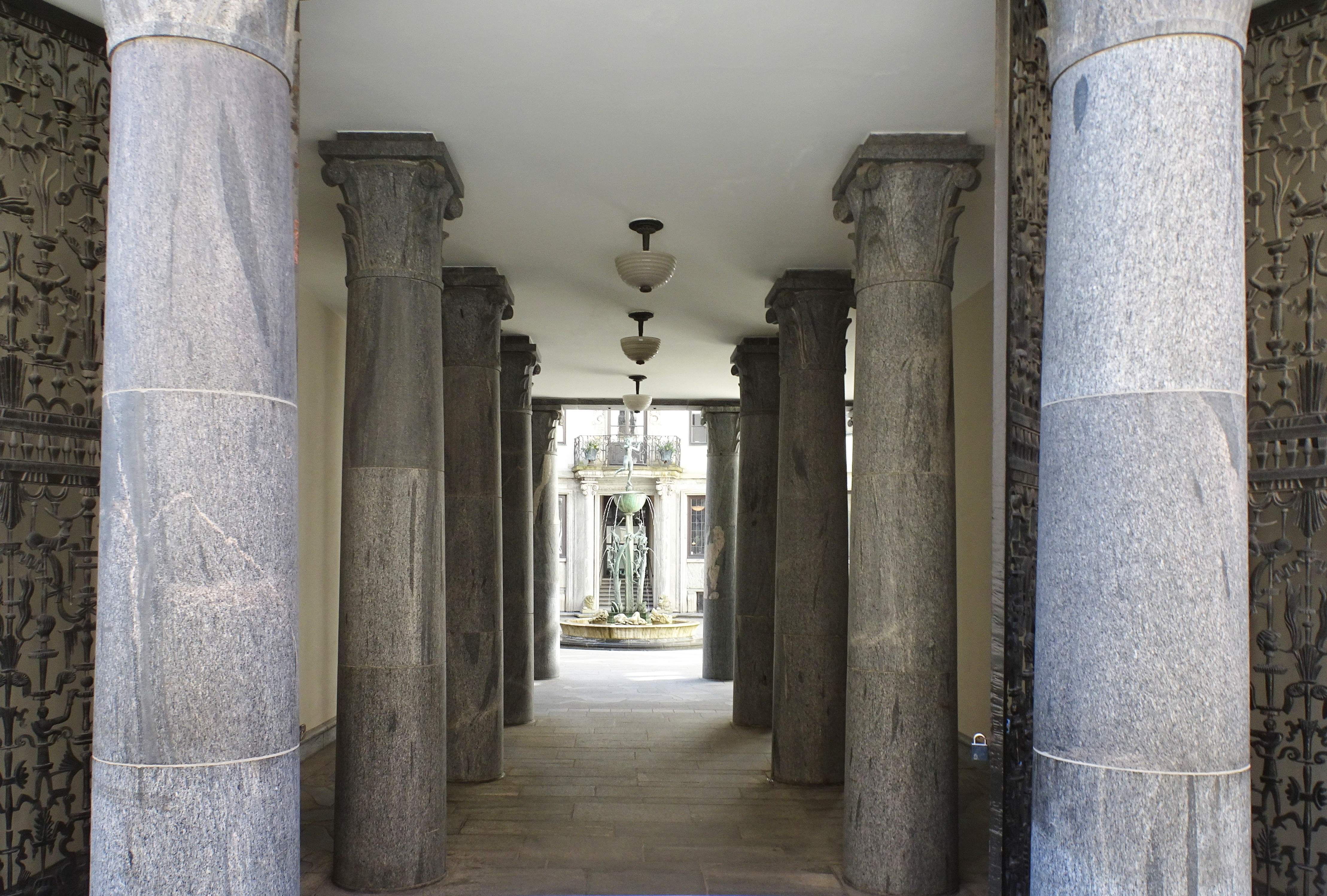
Portiken.
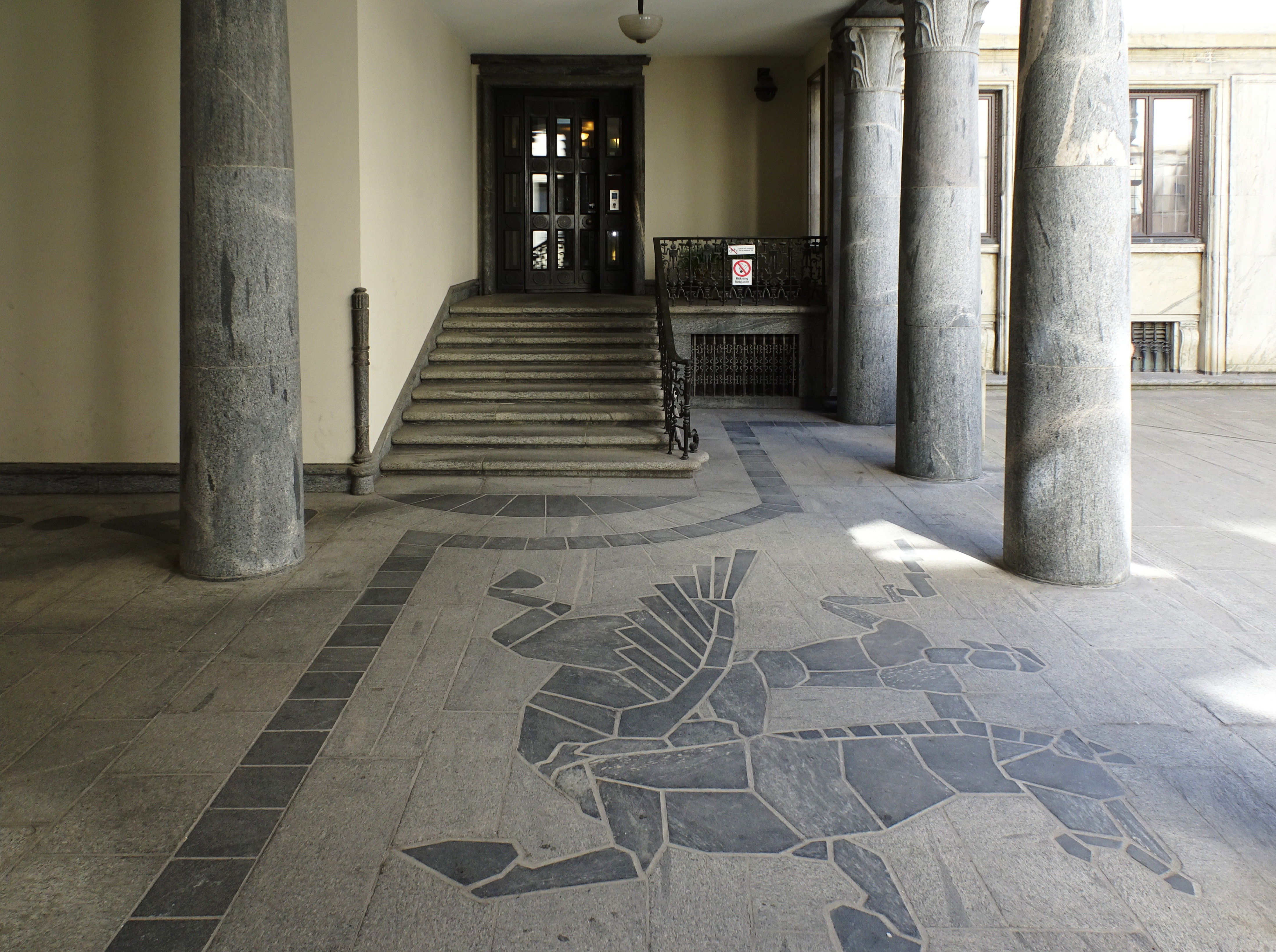
Prometheus i stenläggningen.
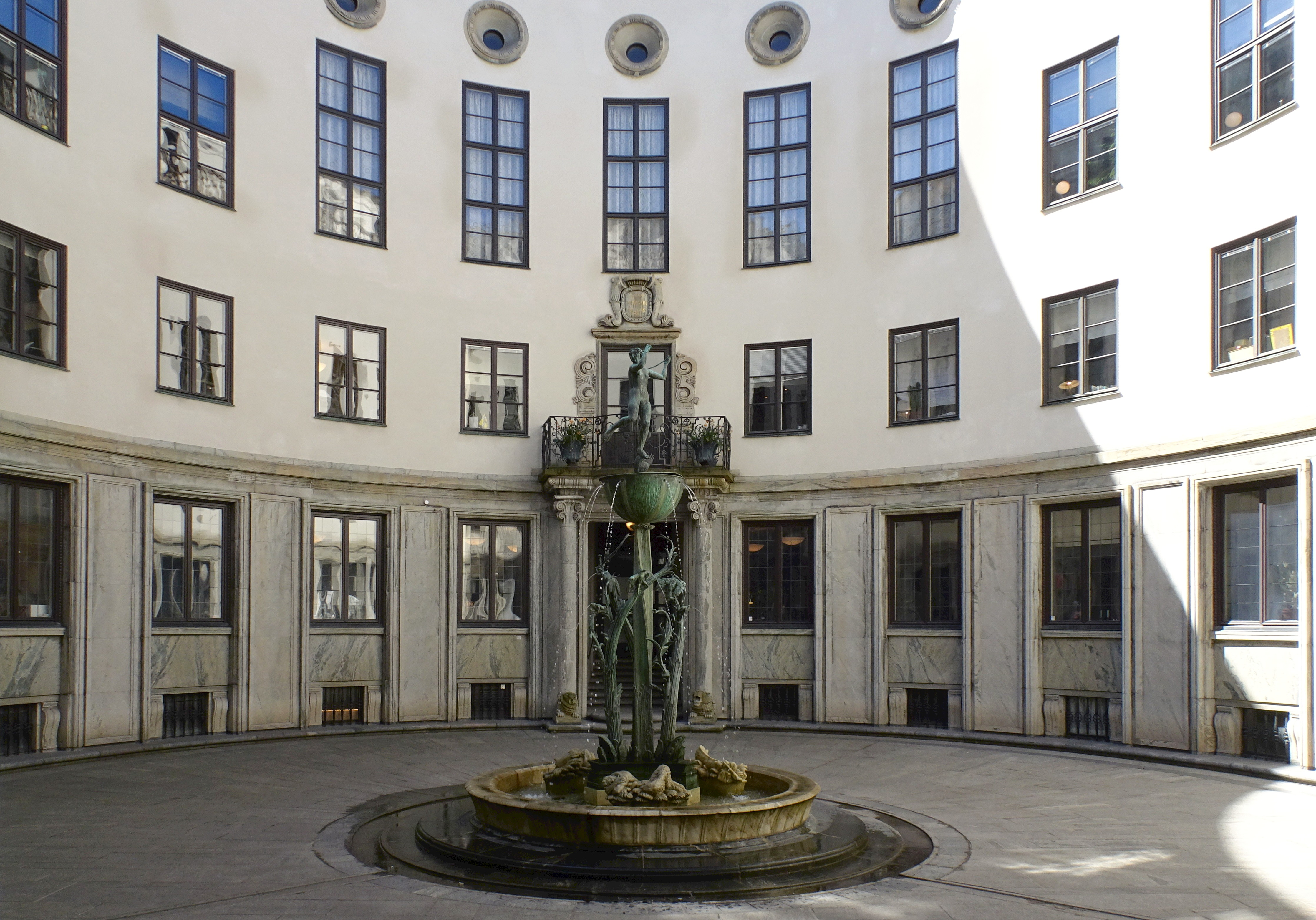
Innergården mot väster.

Detaljer
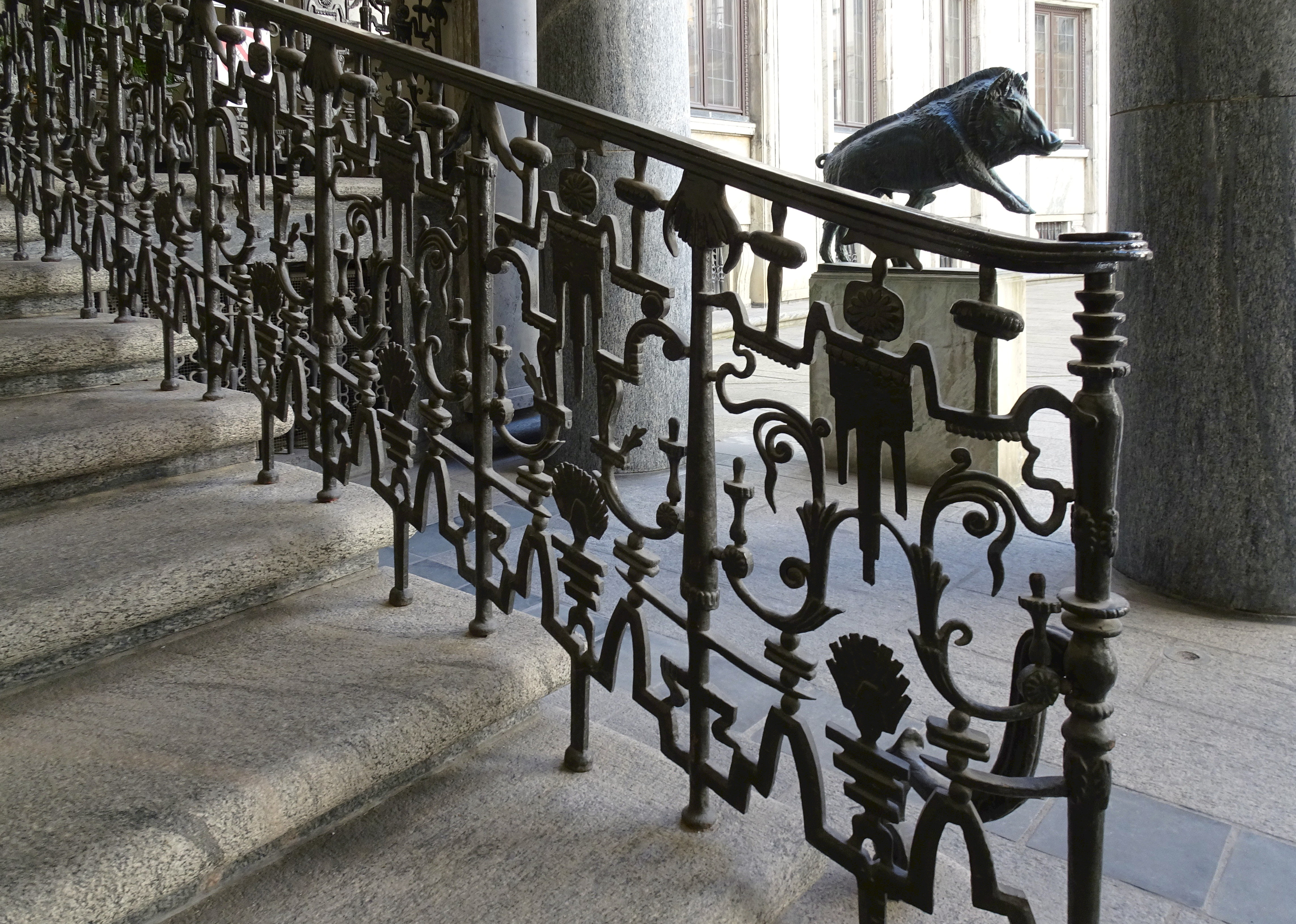
Trappräcke till södra entrétrappan.
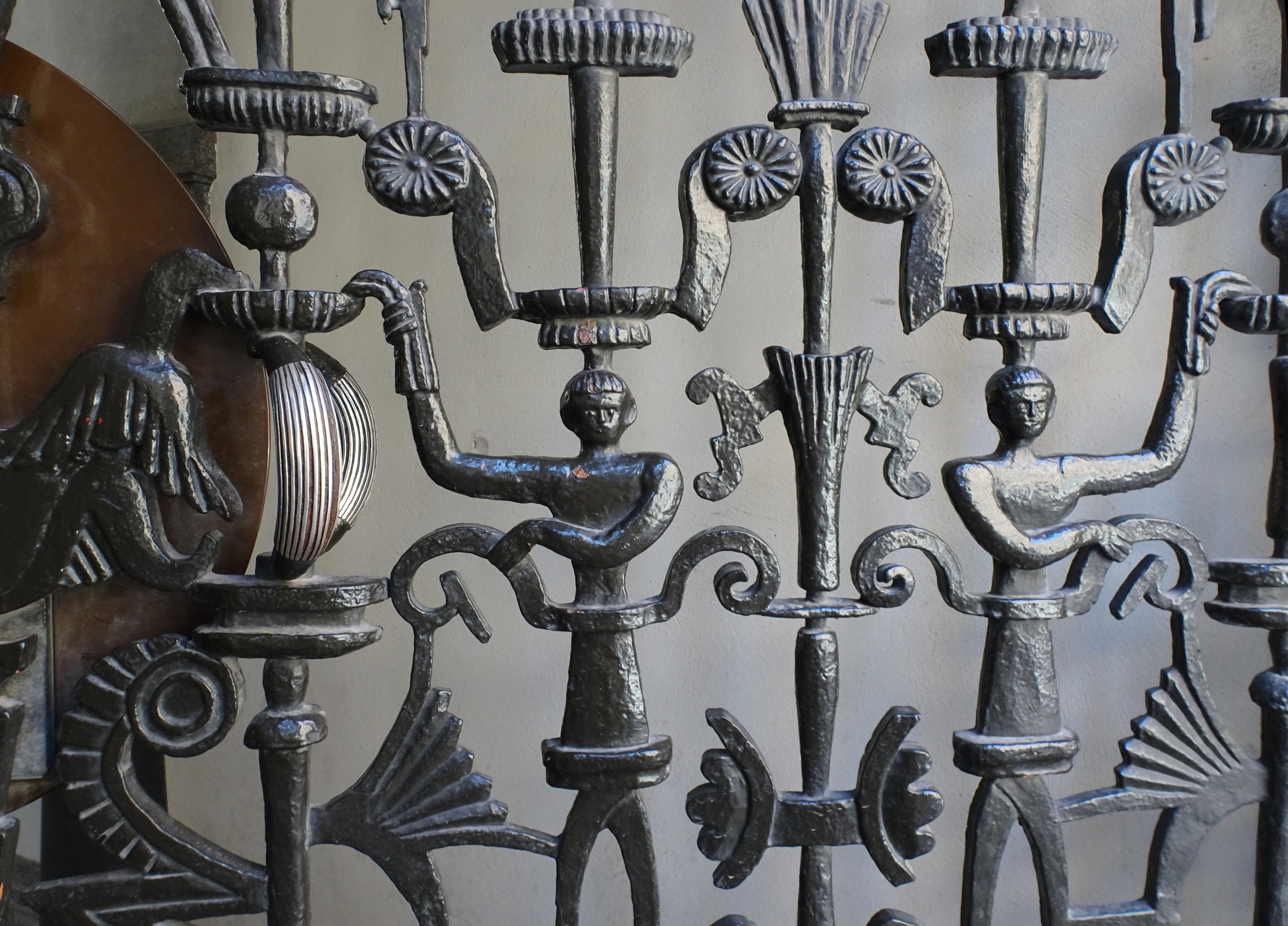
Detalj, smidesgaller mot gatan.
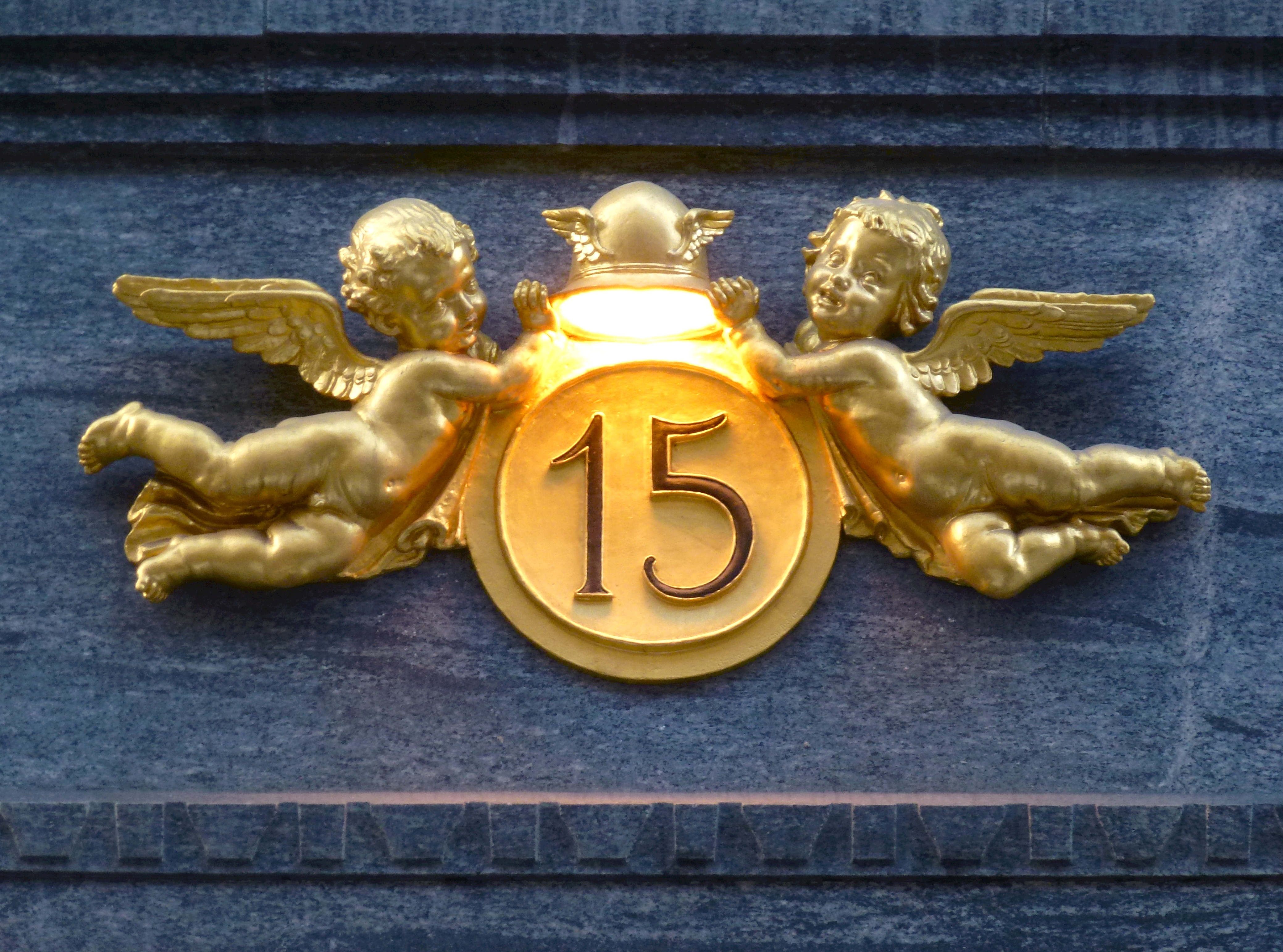
Husnumret bärs upp av förgyllda putti.
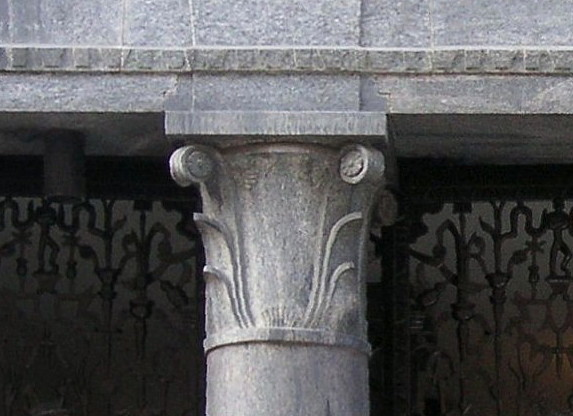
Gustaf Cederwalls pelarkapitäl
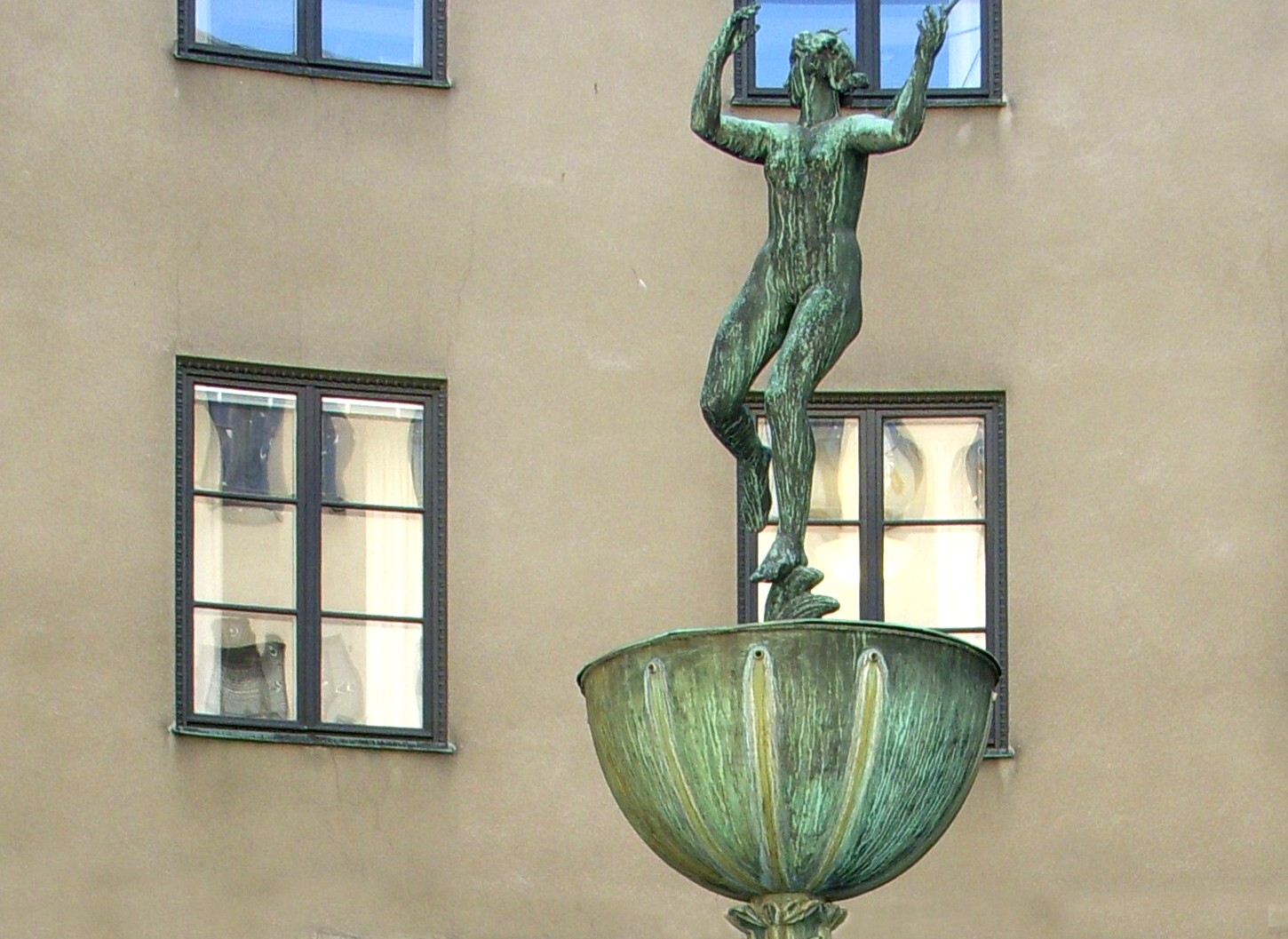
Carl Milles Diana

## Etappvis inflyttning
I februari 1928 började inflyttningen, men då pågick fortfarande byggarbeten i huset. I augusti 1928 hade Dagens Nyheter ett utförligt reportage om det nästan avslutade bygge. Under rubriken Tändstickspalatset ett tidsmonument rapporterades om "Skönhet med amerikansk fart", den egna telegrafstationen och alla tekniska finesser i huset samt hur Ivar Kreuger hade det i sitt kontorsrum, där han bland annat kunde telefonera "utan mikrofon eller något annat" med hjälp av sin moderna högtalartelefon.
Med viss stolthet konstaterade Svenska Dagbladet samma dag: Tändsticksbolagets nya affärsbyggnad vårt vackraste moderna kontorspalats och att huset uppförts nästa uteslutande med svenskt material och av svenska företag. I november 1928 stod så hela anläggningen färdig när arbetena i sessionssalen med Isaac Grünewalds muralmålning hade fullbordats. Det praktfulla resultatet visades torsdagen den 8 november 1928 för kronprinsen Gustaf (VI) Adolf och prins Eugen med följe. Svenska Dagbladet konstaterade dagen därpå Tändstickspalatset nu en helgjuten konstskapelse.

## Interiör

### Sessionssalen, styrelserummet

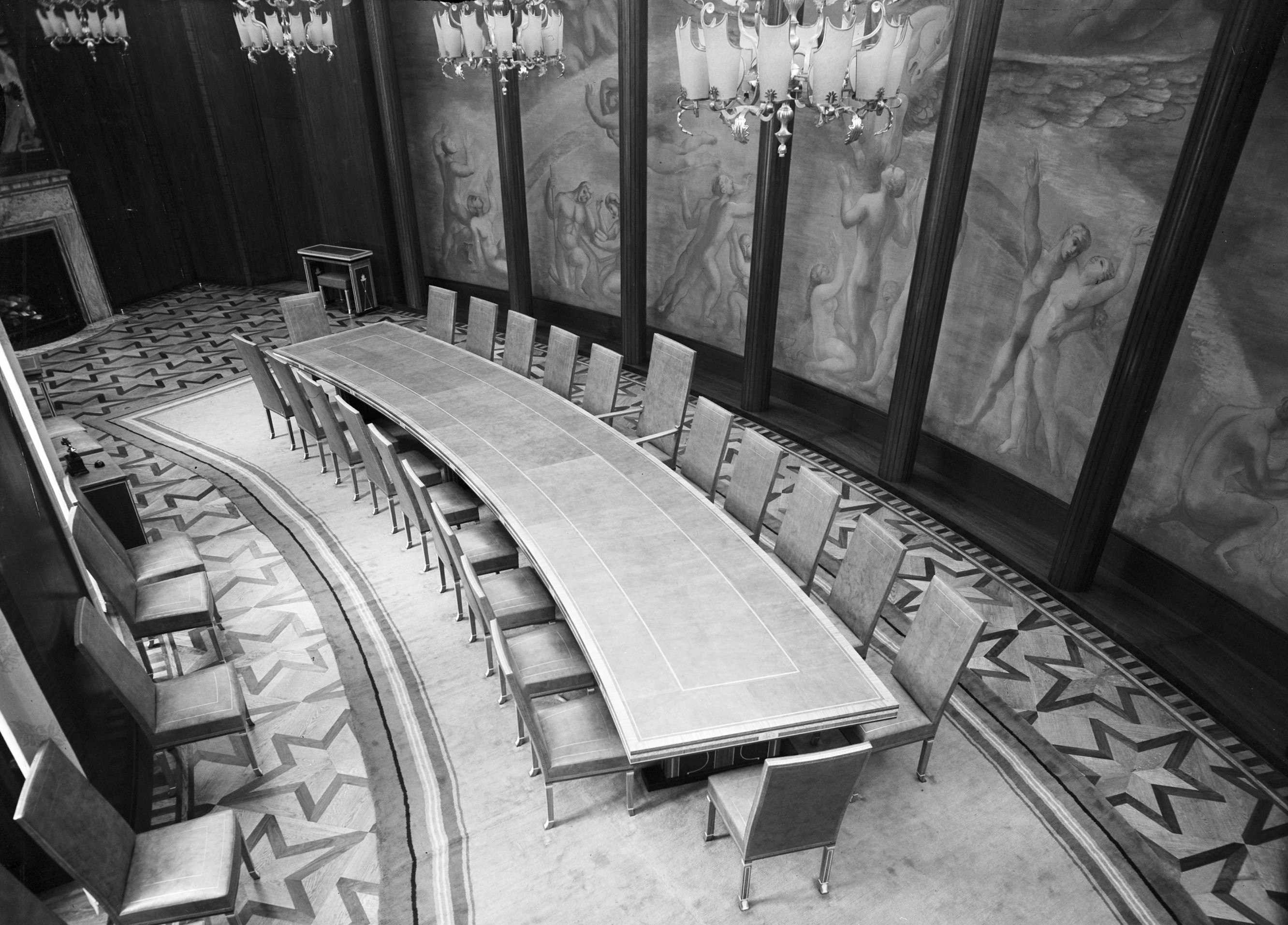
Sessionssalen och det svängda bordet, på golvet ligger Grünewalds matta, 1930.

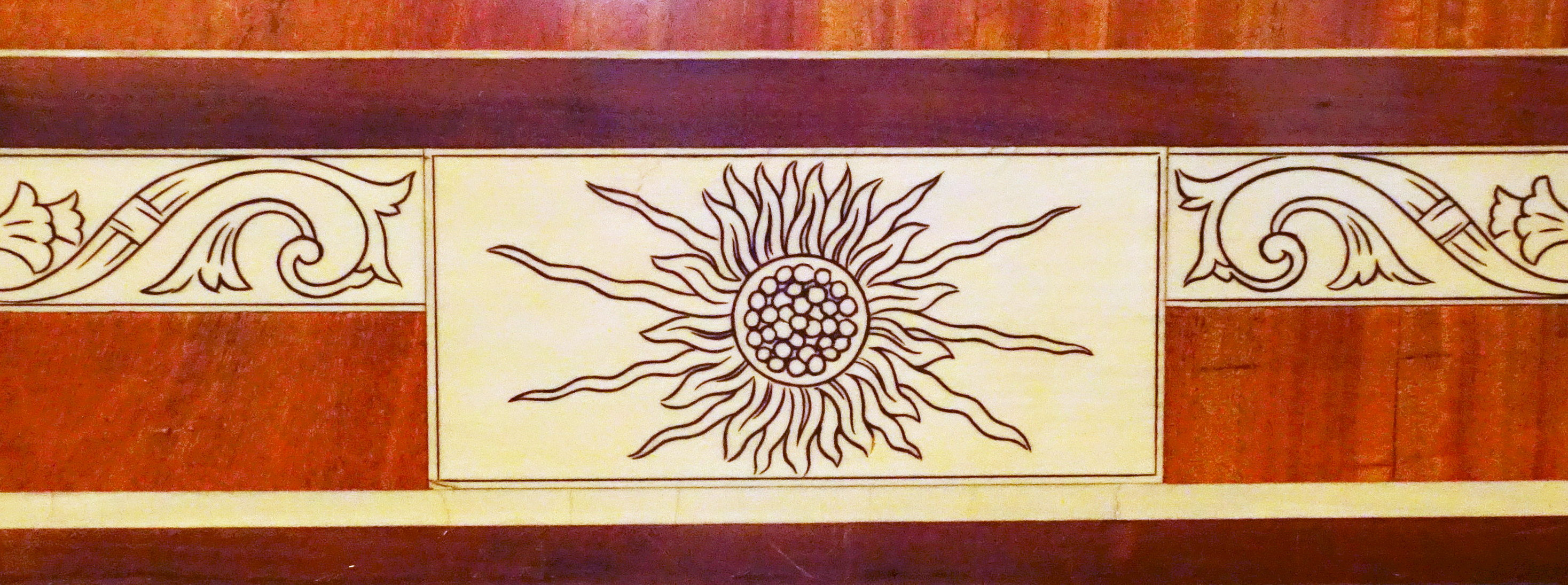
Kreugers plats.

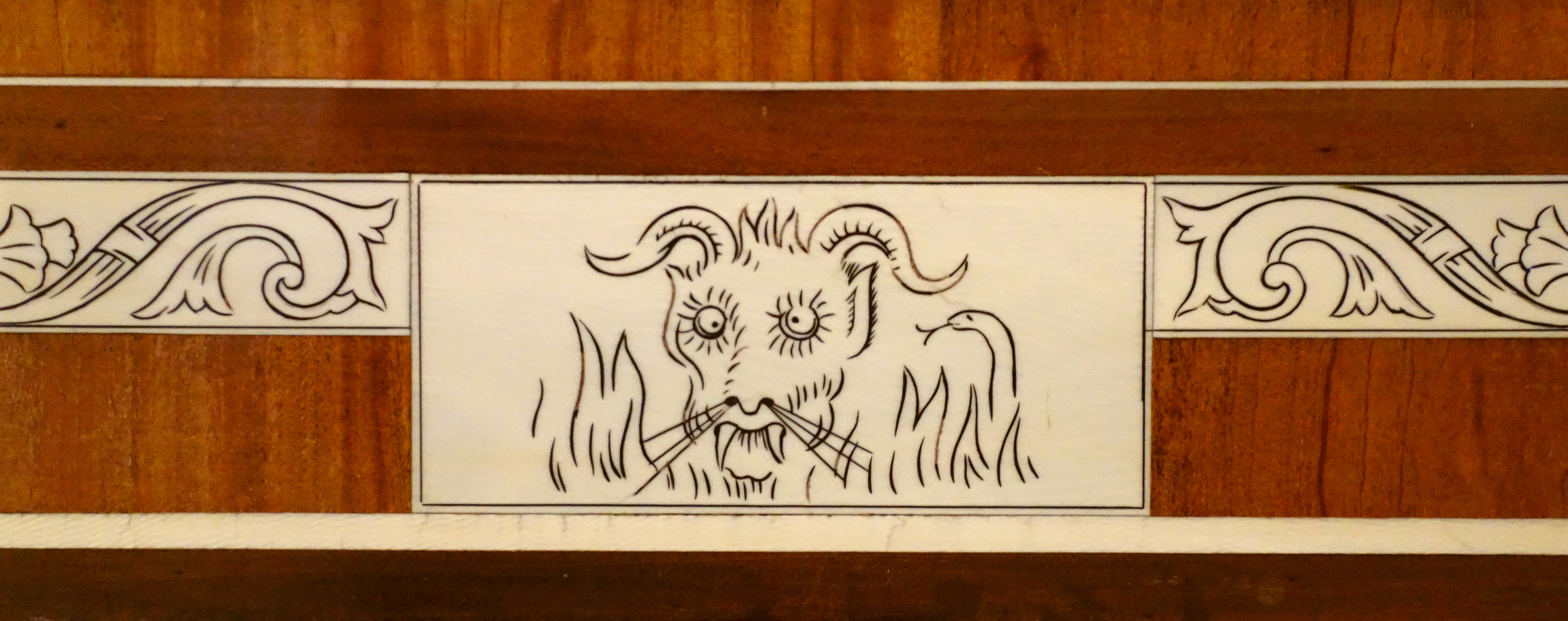
Ekonomichefens plats.

Husets viktigaste rum grupperade Tengbom efter en huvudaxel som går från väster till öster genom Sessionssalen, innergården, portiken och Kreugers kontorsrum på andra våningen. Från portiken leder dubbla trappor upp till direktionsvåningen med det ännu bevarade styrelserummet, Sessionssalen. Dess interiör betraktas som husets gestaltningsmässiga höjdpunkt och beskrevs av Svenska Dagbladet som "en av vårt lands originellaste och vackraste sammanträdesrum". Den ligger från innergården rakt fram och upptar andra och tredje våningen. På fasaden märks även en liten balkong med smidesräcke troligen formgiven av Robert Hult. Över balkongdörren hänger en sköld i sten med texten ”ANNO MCMXXVIII” samt bolagets tre stjärnor. 
Sessionsrummet mäter 22 x 6 meter och har samma krökta planform som den hästskoformade innergården. Väggarna är klädda med mahognypanel och på kortsidorna av Ewald Dahlskog smyckad med intarsia utförda av 46 olika träslag. På golvet ligger en matta vars mönster skissades av Isaac Grünewald och vävdes i Elsa Gullbergs textilateljé (idag utbytt mot en originaltrogen kopia). Även Sessionssalens gardiner och möbeltyger tillverkades i hennes ateljé efter förlagor av Carl Malmsten.
Möblerna i sessionssalen och styrelseledamöternas stolar ritades av Malmsten (numera utbytta av moderna stolar, design Bruno Mathsson). Det stora, lätt krökta styrelsebordet, tillverkat av citronträ och smyckat med intarsia av elfenben, formgavs också av Malmsten, medan snickarmästaren Sven Jespersson stod för själva arbetet. Varje av de 22 stolsplatserna markerades av en liten elfenben-intarsia på bordskanten med motiv från en av de marknader där svenska tändstickor såldes. Kreugers plats markerades av en sol. Han satt på en något högre stol med armstöd och hög rygg. Hans plats var i "centrum", mitt vid det svängda bordets långsida. Ekonomichefen satt längst bort vid bordets ena gavel. Hans plats är märkt med en liten frustande djävul och en orm, medan gästplatsen hade en ängel. Längs med fönstersidan satt sekreterare på pallar vid mindre bord.
Rummets öppna spisar tillverkades av Gropptorps Marmor AB i  Vingåker och har gjutjärnshällar från Nävekvarns styckebruk, formgivna av Gustaf Cederwall. Takarmaturerna kom från Arvid Böhlmarks lampfabrik i Stockholm och ritades av Tengboms arkitektkontor, troligen av Robert Hult, som stod för mycket av husets dekorativa panelarbeten och armaturer. Idag har belysningen över sammanträdesbordet kompletterats av två moderna pendelarmaturer modell Vertigo, formgivna av den franska designern Constance Guisset.

Grünewalds 18 meter långa monumentalmålning "Morgonrodnad" (fotomontage). Längs väggen står originalstolarna, med Kreugers stol i mitten.

Väggen bakom Kreugers plats och kolonnaden, bestående av åtta mahognyklädda kolonner, dekorerades med Grünewalds 18 meter långa och fyra meter höga monumentalmålning Morgonrodnad, hållen i varma jordfärger och terrakottatoner. Tengbom vände sig först till Carl Wilhelmson och Gunnar Torhamn. Båda lämnade förslag och Torhamn gjorde skisser som finns bevarade. Uppdraget gick dock till Grünewald som Tengbom hade arbetat ihop med på Konserthusuppdraget. 
Grünewalds målning visar titanen Prometheus som huvudmotiv. Han rider på en bevingad häst ner till jorden genom regnbågen. Han bär den brinnande elden och med den ljuset till jordens människor. Elden och ljuset återkommer i takarmaturens skärmar och Dahlskogs intarsia över de öppna spisarna. Motivet, eld och ljus samt de tre stjärnorna (som fanns på tändsticksaskarna), kommer igen i hela huset och är en tydlig symbol för företagets produkt, tändstickan, som bringar eld och ljus till människan.

### Emissions- och aktieregistreringssalen
Ett av Tändstickspalatsets viktiga rum var expeditions- och kassasalen, belägen i den norra innergården. Här kunde allmänheten anlägga sina besparingar och köpa företagets aktier. Salen sträckte sig över två våningar och var ett framstående exempel för Swedish grace. Kassahallens inre del omgavs av kvadratiska kolonner med vertikala band i slipad svart kalksten och vita målade ränder däremellan. Indirekt dagsljus kom in genom ett glastak med lanternin. Salen försvann i slutet på 1980-talet när dåvarande ägaren, Stora Enso, lät dra in ett mellanbjälklag för en hörsal i den övre delen och en matsal i bottenvåningen.

### Kreugers kontor och ”Tysta rummet”

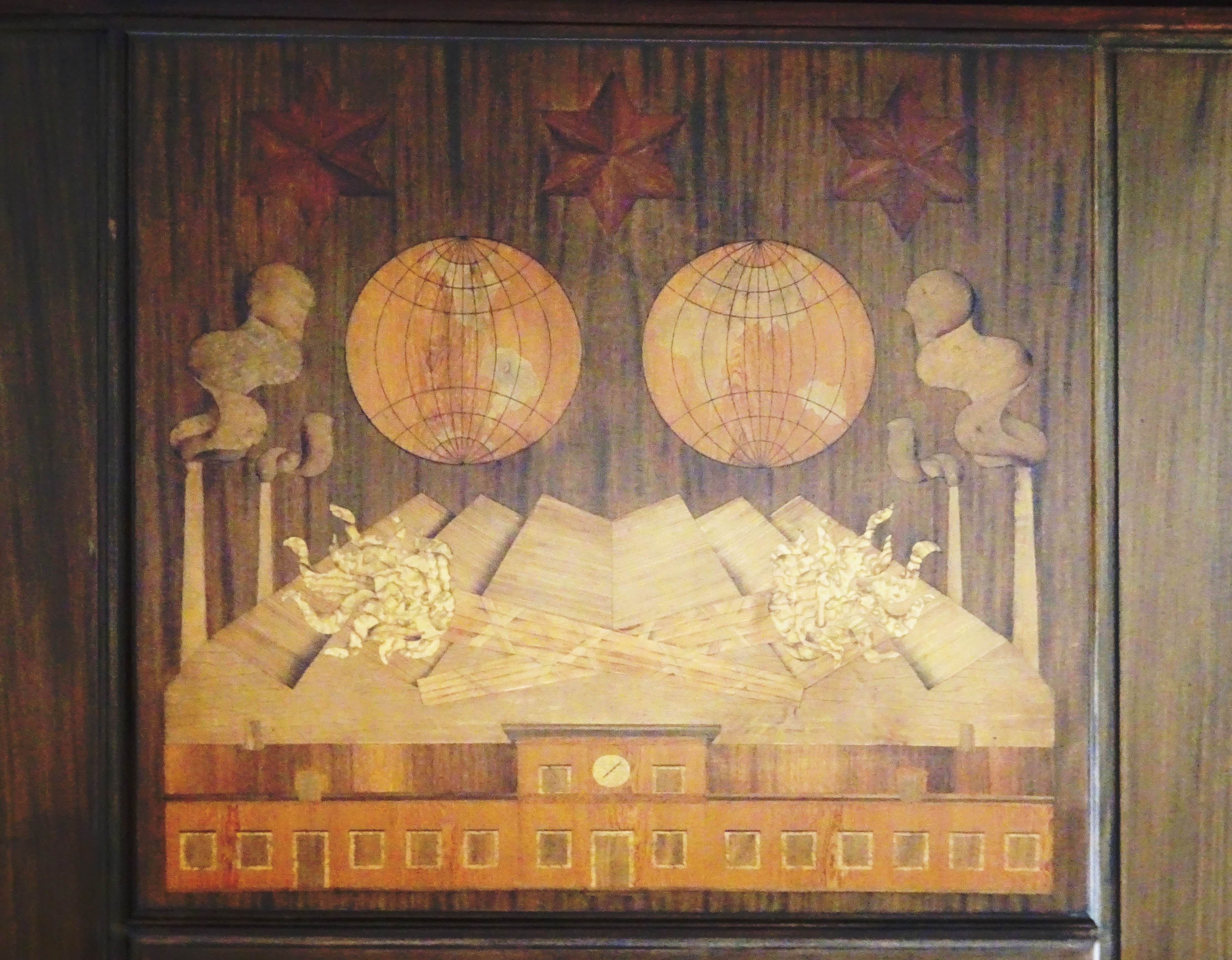
Intarsia i Kreugers rum.

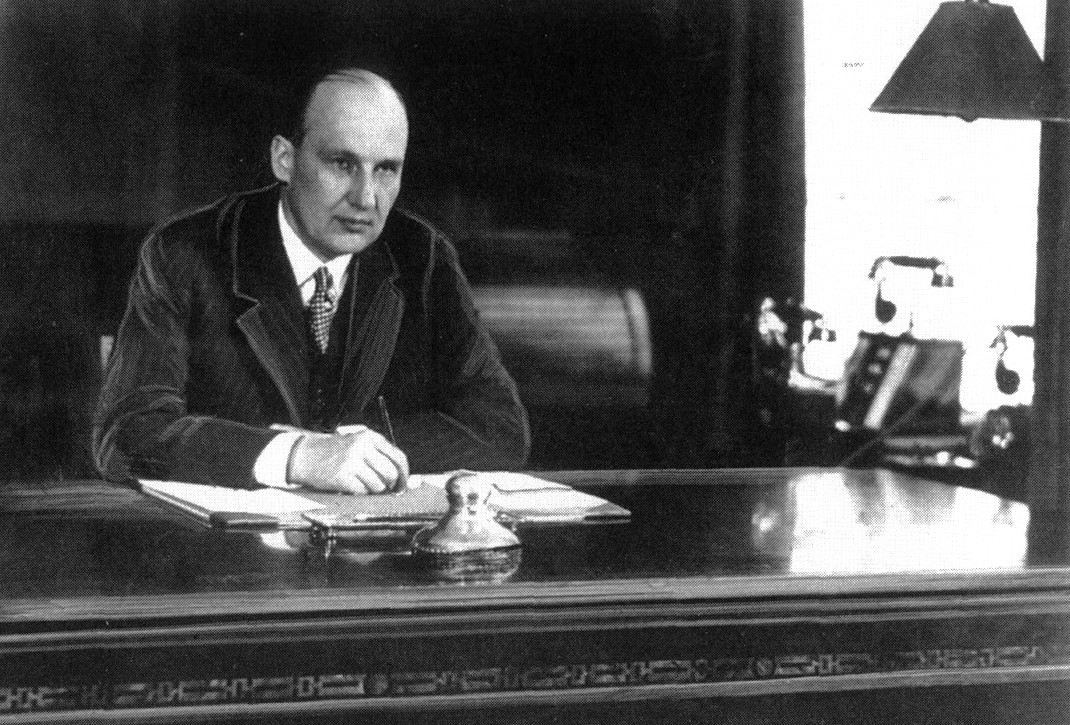
Kreuger vid sitt skrivbord omkring 1930.

Mellan sina talrika resor hann Kreuger närvara i sitt palats under knappt fyra år. Hans ordinarie kontorsrum, där han tog emot statstjänstemän, bankirer, miljardärer och ambassadörer låg på direktörsvåningen två trappor upp. Kreugers rum hade fri sikt över De Geerska trädgården och in i Kungsträdgården (sedan 1984 är vyn spärrad av ett nybyggt kontorshus). Via en intern förbindelse med förrum kunde han nå vice-VD:s rum, där Krister Littorin hade sitt kontor. Det var bara Kreuger och Littorin som hade tre fönster i sina respektive rum. Både han och Littorin hade även ett eget kassavalv, gömt bakom väggpanelen.
Rummets väggar kläddes med mahognypanel och smyckades över dörrarna med intarsia av Ewald Dahlskog som visar Jönköpings första tändsticksfabrik. På golvet låg en matta av textilkonstnären Märta Måås-Fjetterström (numera ersatt av an originaltrogen kopia från 1940-talet). I taket hänger en enkel belysningsarmatur, design Simon Gate och tillverkad vid Orrefors glasbruk. Möblemanget hade formgivits av Carl Malmsten och i taket hängde en belysningsarmatur, troligen gestaltad av Tengboms arkitekt Robert Hult. På ett fotografi från 1930 syns Kreuger bakom sitt skrivbord. Fotografiet är taget i hans ordinarie kontorsrum, inte i det så kallade ”Tysta rummet” som en del källor påstår. Kreugers tidigare kontor liksom hallen utanför används idag som lounge. 
Det så kallade ”Tysta rummet” var beläget på våningen fyra trappor längst bort i norra korridoren. Det var Kreugers "krypin" där han funderade, planerade och fattade viktiga beslut. Av husets planritning framgår att rummet hade egen toalett och ett kassavalv samt två takfönster med utsikt över expeditionssalens tak. Hit hade bara Kreuger och portvakten tillgång. Det var här som Kreuger i februari 1932 tog till förfalskningar av italienska statsobligationer, värda 100 miljoner dollar, för att klara sig genom företagskrisen. Bedrägeriet uppdagades och en månad senare skulle han i Paris förklara sig för sina närmaste medarbetare och en krets av svenska bankmän i Paris. Mötet blev dock inte av då Ivar Kreuger dog före dess. Hans död i Paris utlöste den så kallade Kreugerkraschen, som ledde till att holdingbolaget Kreuger & Toll AB och dotterbolaget International Match Corporation i USA försattes i konkurs.

Historiska interiörbilder
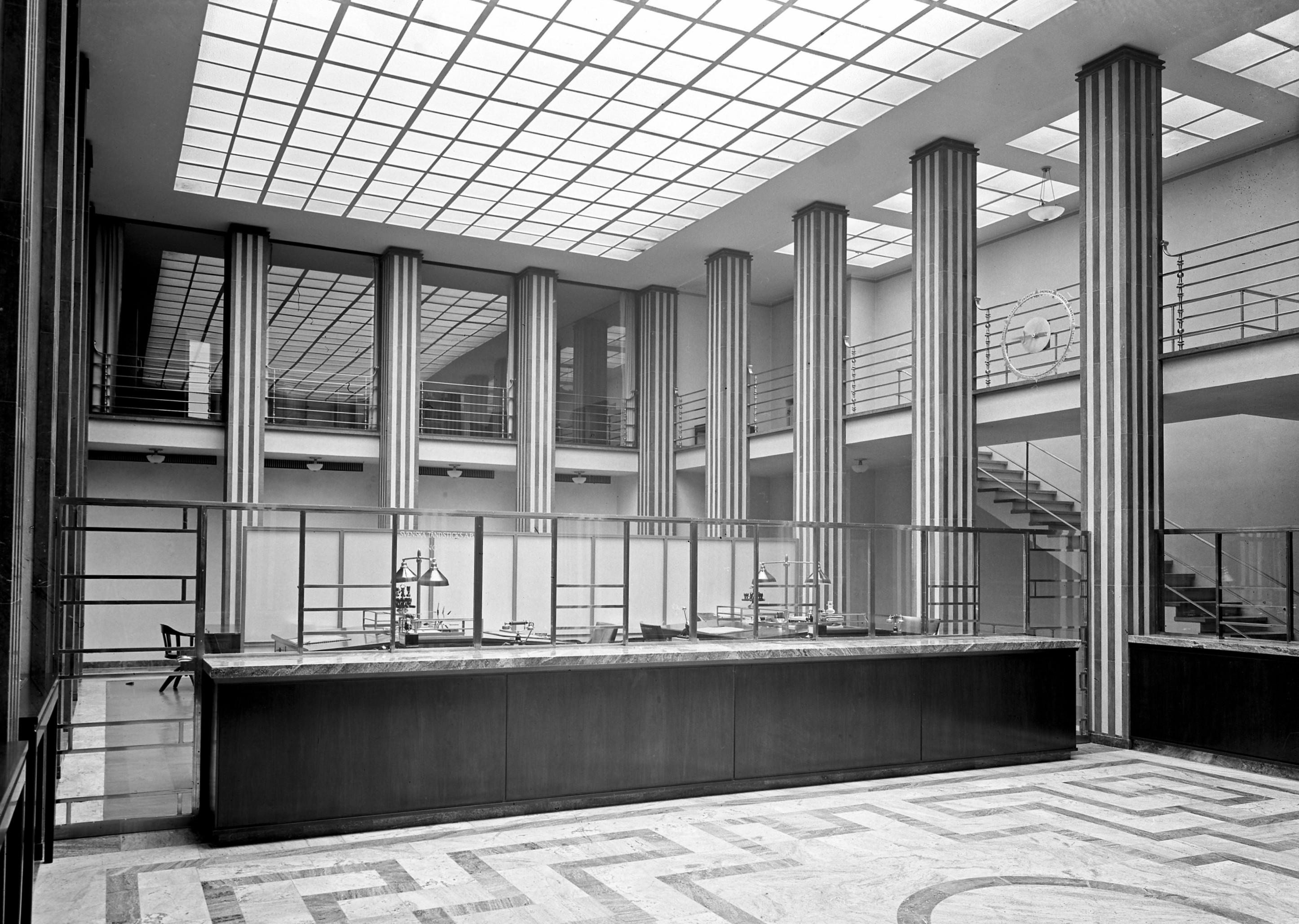
Aktieregistreringssalen.
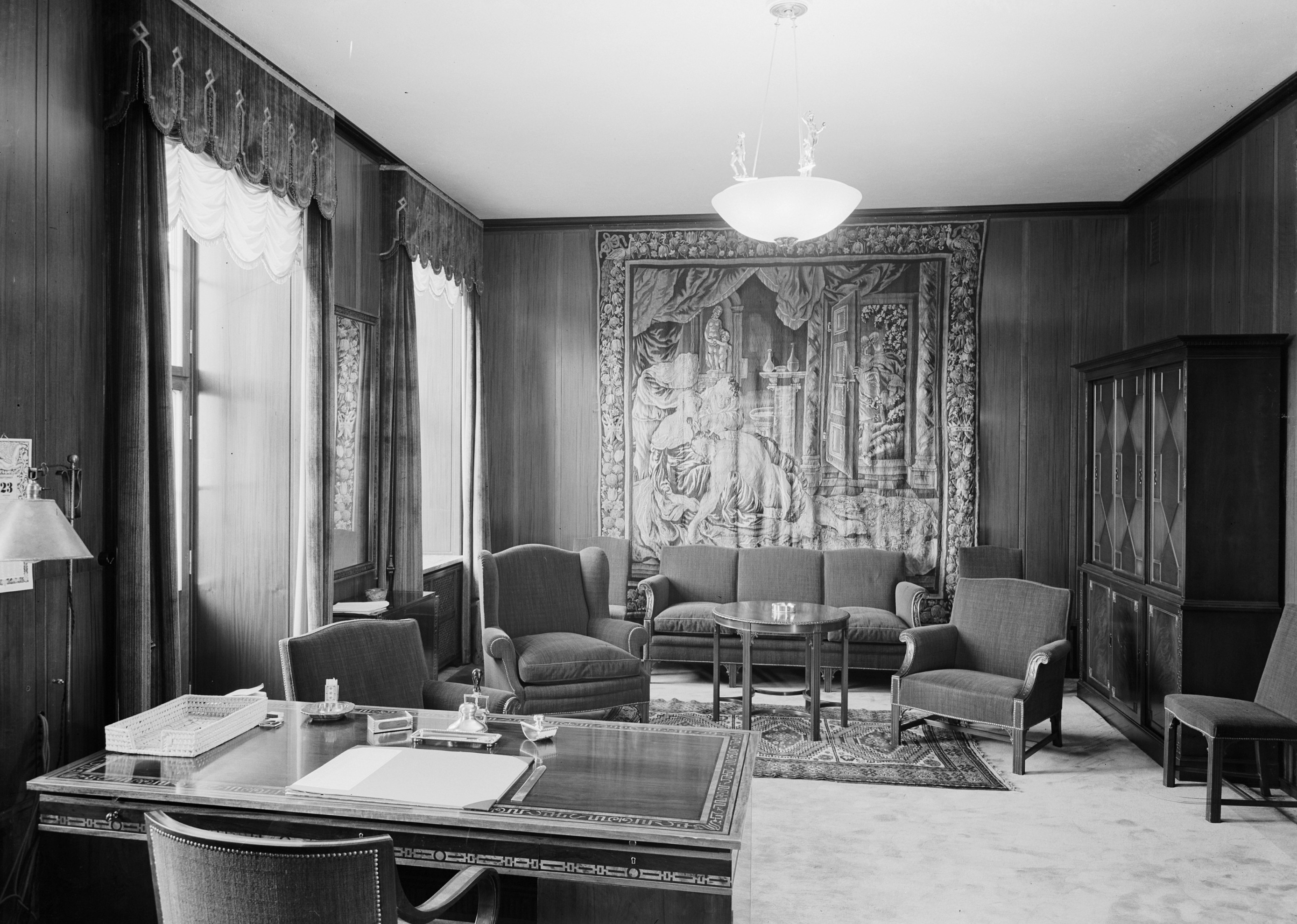
Ivar Kreugers kontorsrum.
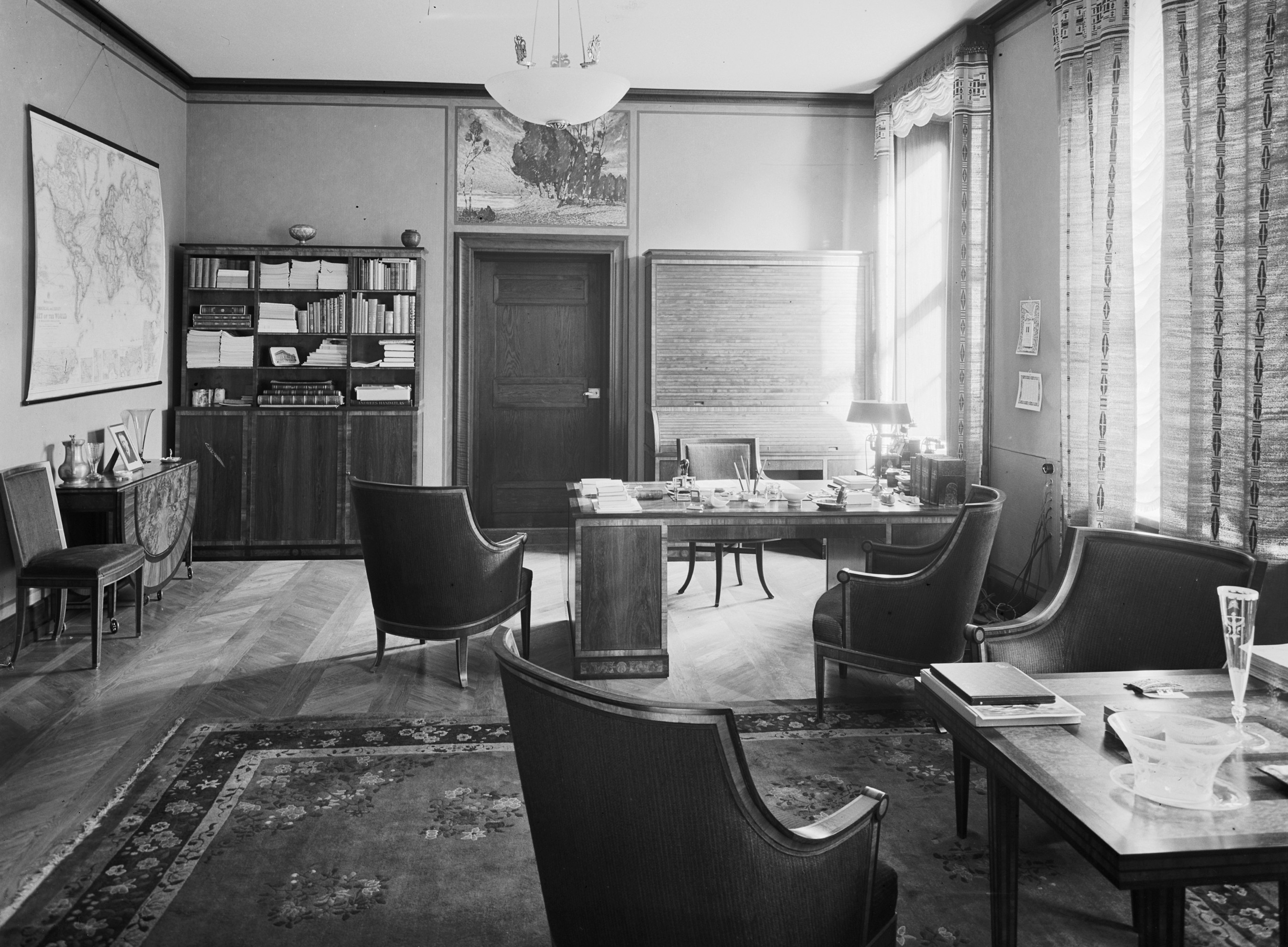
Krister Littorins kontorsrum.
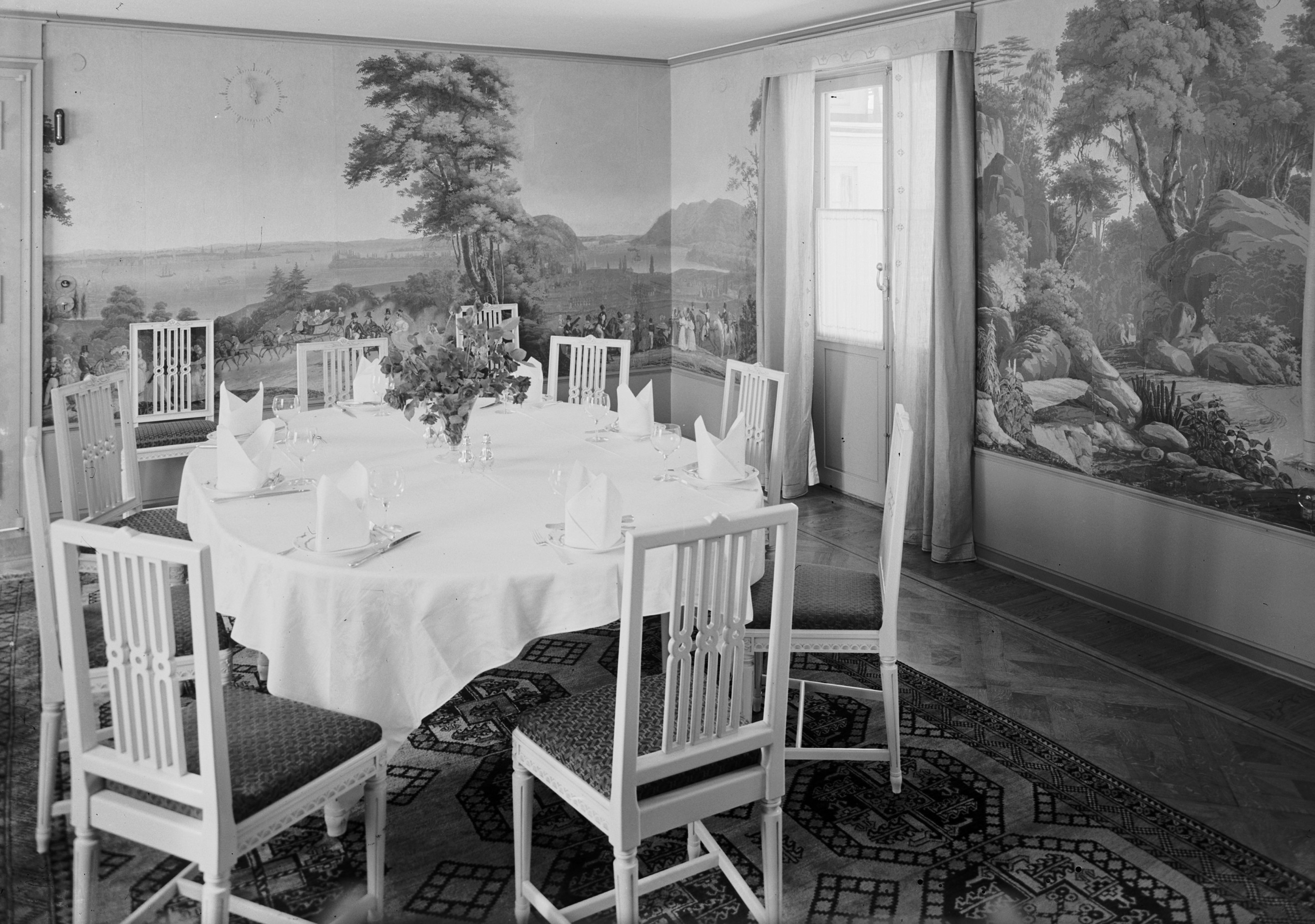
Direktionsmatsalen.
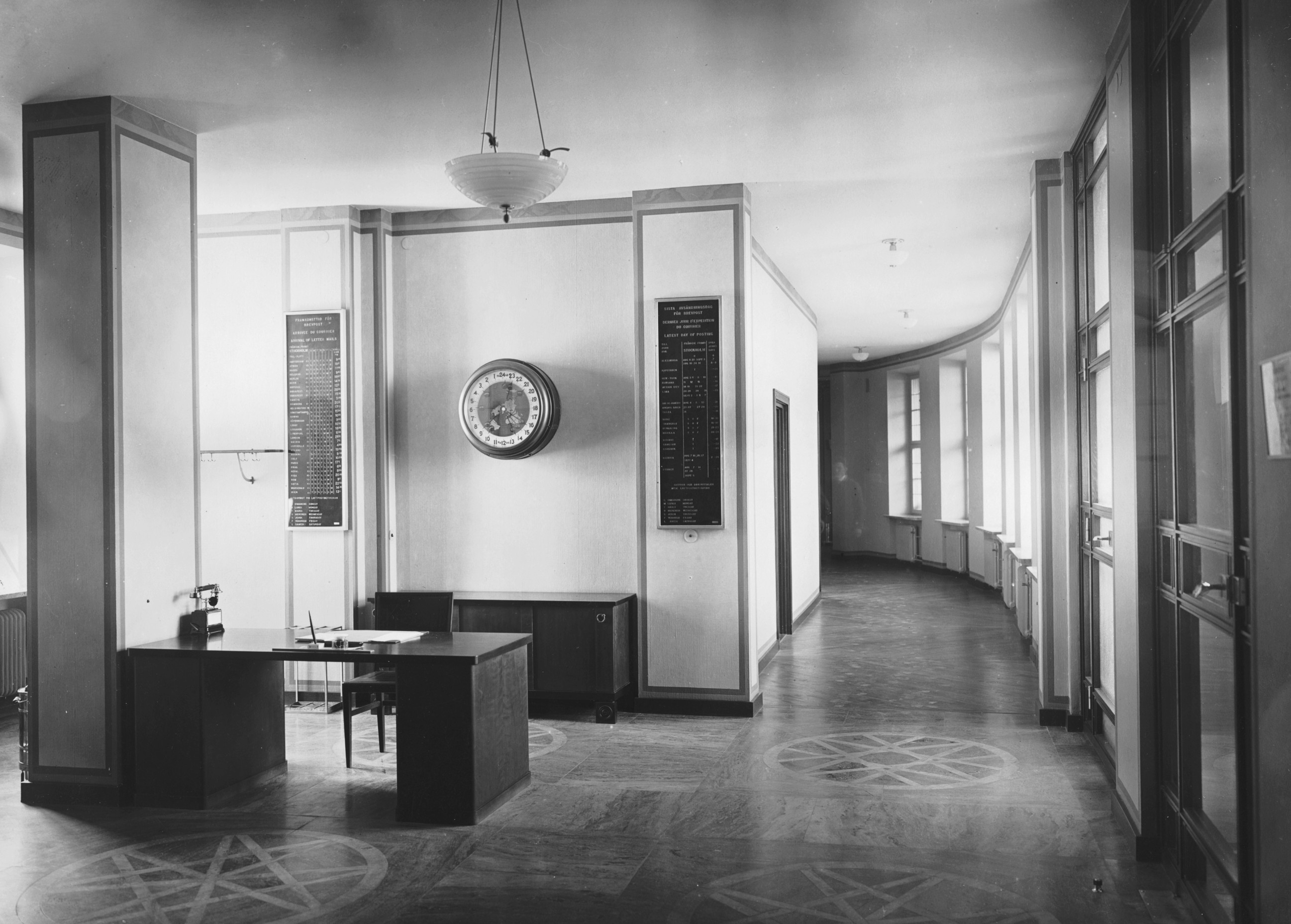
Korridor i direktionsvåningen med världsuret på väggen.

## Husets vidare öden

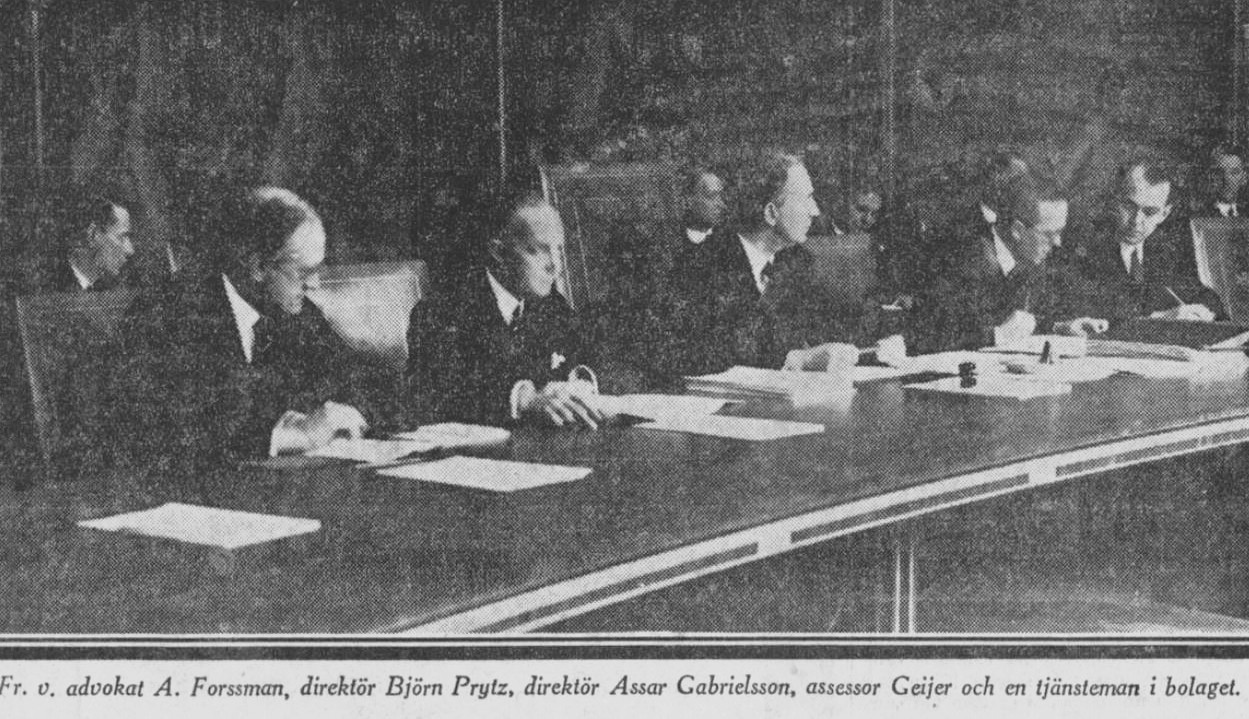
Delar av den nya styrelsen vid sessionssalens bord. På ordförarens stol sitter Assar Gabrielsson, foto Svenska Dagbladet, november 1932.

Efter Kreugerkraschen 1932 tillsattes en kommission som hade till uppgift att rekonstruera företaget. Det fanns några spekulanter på hela palatset, men man valde att behålla fastigheten inom Svenska Tändsticks fastighetsbolag som började hyra ut husets lokaler medan huvudkontoret flyttade till Jönköping. Bland hyresgästerna fanns subkommittén för Kreugerkommissionen som disponerade tio rum och några statliga verk som Exportkreditnämnden, Statens industrikommission och Svenska spannmålsföreningen. De samnyttjade även husets berömda sessionssal på våning en trappa. Dessutom hyrde några större och mindre privata företag.

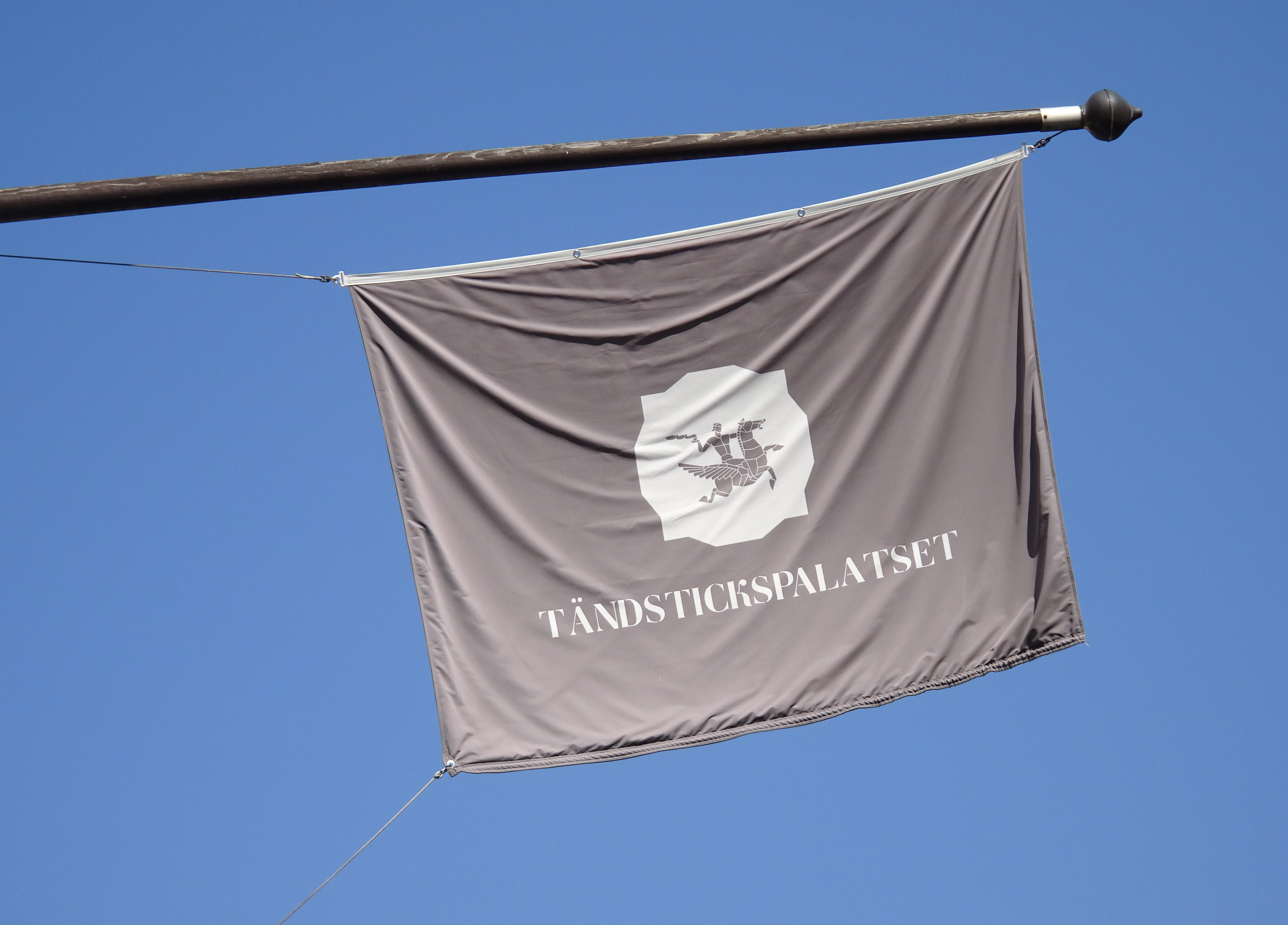
Prometheus som flaggmotiv.

Det existerade även planer på att bygga om huset till hotell, men det blev dock för kostsamt och vid den tiden ansåg man det inte fanns något behov av ett nytt storhotell i huvudstaden. I mars 1934 var Tändstickspalatsets lokaler i närmaste uthyrda för marknadsmässiga hyror med undantag av några kontorsrum och den stora emissionshallen på bottenvåningen. År 1939 byggdes ett allmänt skyddsrum för 230 personer i en del av källaren och i slutet av 1980-talet försvann den tidigare emissionshallen, som var svår att hyra ut, genom att ett nytt mellanbjälklag drogs in. Under årens lopp har en del ombyggnader och anpassningar förändrat interiören och planlösningen som genom nuvarande hyresgästen, Lundqvist & Lindqvist konferens, återställdes delvis.
Swedish Match samlade 1983 sina fastigheter i bolaget Trans Match och sålde företaget till fastighetsbolaget Hufvudstaden, också ett gammalt Kreugerbolag. Köpet finansierades genom en apportemission där Swedish Match blev ägare till cirka 19 procent av Hufvudstaden. Bland fastigheterna fanns två gamla Kreugerfastigheter, Tändstickspalatset samt Nr 7 Place Vendôme i Paris. Swedish Match utnyttjade 1989 en option som gav dem rätten att köpa tillbaka Tändstickspalatset. Den tidigare obebyggda tomten på motsatt sida av Västra Trädgårdsgatan bebyggdes 1984 med kontorsbyggnad som fortfarande ägs av Hufvudstaden.
Byggnaden ägdes senare av Fastighetsaktiebolaget Västra Trädgårdsgatan 15, i sin tur ägd av Stora Enso, som 1988 förvärvade Swedish Match. Mellan 1972 och 1991 fanns Tändsticksbolagets huvudkontor åter i huset. År 1999 såldes fastigheten Spektern 8 av Stora Enso till Telia med en reavinst om 150 miljoner kronor. Tidningen Fastighetsvärlden bedömde att affären motsvarade en värdering av fastigheten till mellan 350 och 370 miljoner kronor. Anledning var en planerad fusion mellan norska Telenor och Telia. Telenors verkställande direktör, Tormod Hermansen, hade själv valt ut den historiska byggnaden som skulle fungera som huvudkontor för det fusionerade Telia-Telenor. Men bara tre veckor efter köpet sprack fusionsplanen och fastigheten behövdes inte längre.
År 2000 sålde Telia Tändstickspalatset vidare till Trädgårdsgatan Properties AB, ett bolag helägt av affärsmannen Mohammed Al-Amoudis koncern Midroc. Köpeskillingen blev nu 450 miljoner kronor. I början av 2000-talet och fram till år 2008 hade Carnegie Investment Bank sitt huvudkontor i palatset.
I september 2010 valde Swedish Match att flytta tillbaka till ett av de fyra våningsplanen i Tändstickspalatset, nu som hyresgäst till Midroc Real Estate. År 2015 flyttade Swedish Match vidare till Skandiahuset vid Sveavägen. Idag har ett 60-tal företag sina kontor i Tändstickspalatset. Husets mest intressanta våning, direktörsvåningen, hyrs sedan 2015 av Lundqvist & Lindqvist konferens som grundades 1997 av Lena Lundqvist Werner och hennes dåvarande partner Cecilia Lindqvist.

Sessionssalen
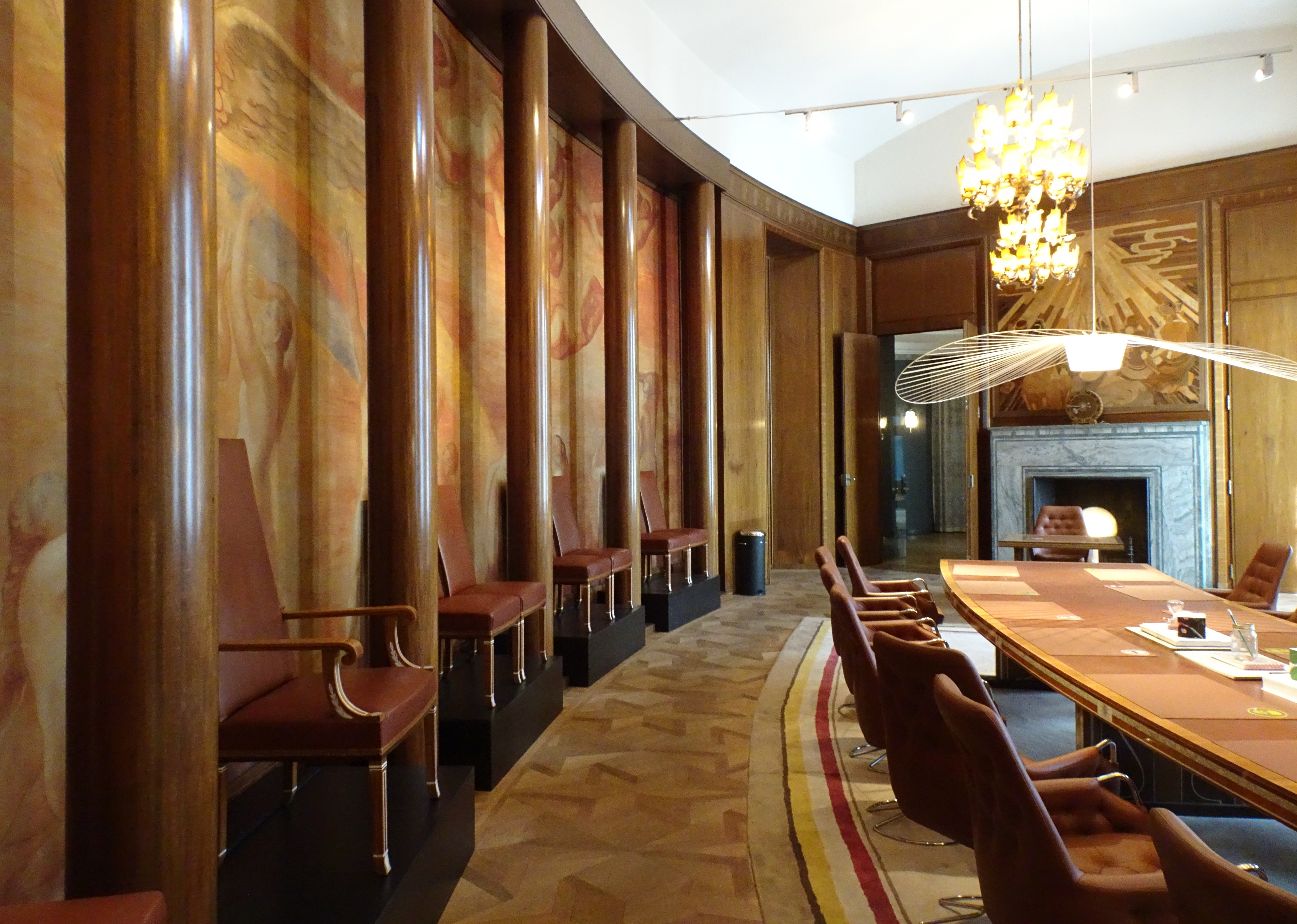
Sessionssalen.
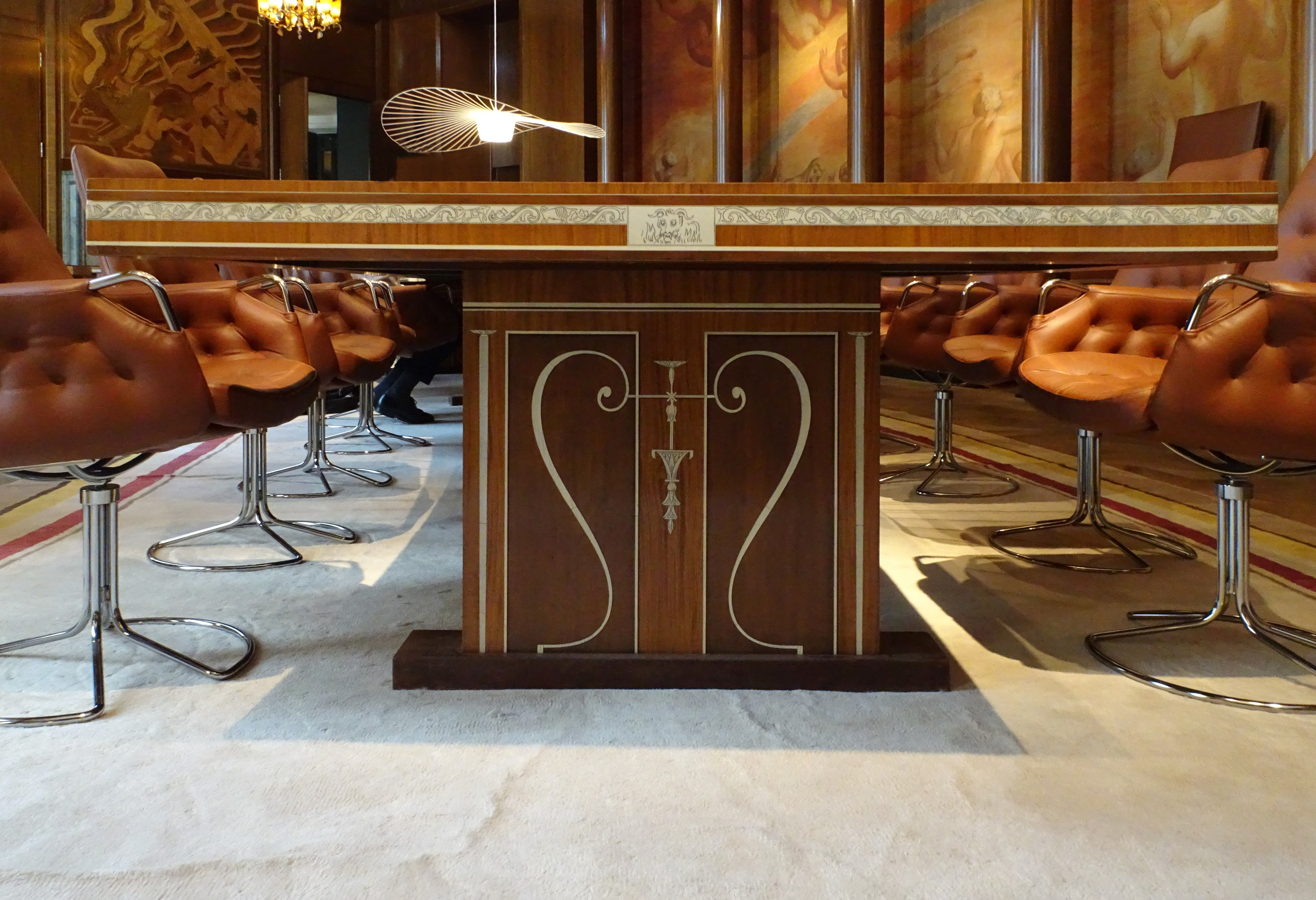
Bordets kortsida med elfenben-intarsia.
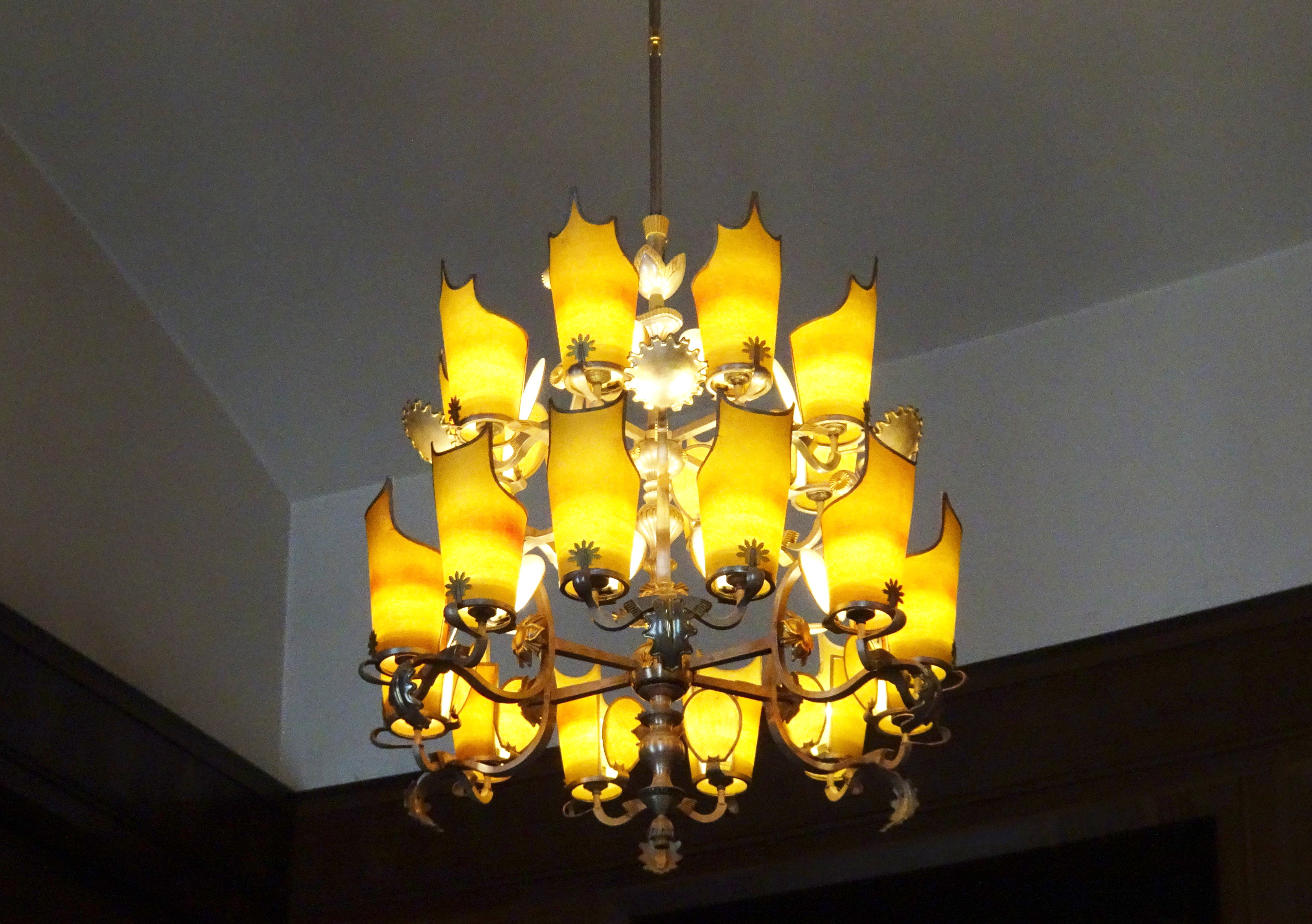
Ursprunglig takarmatur med lampskärmar som symboliserar flammor.
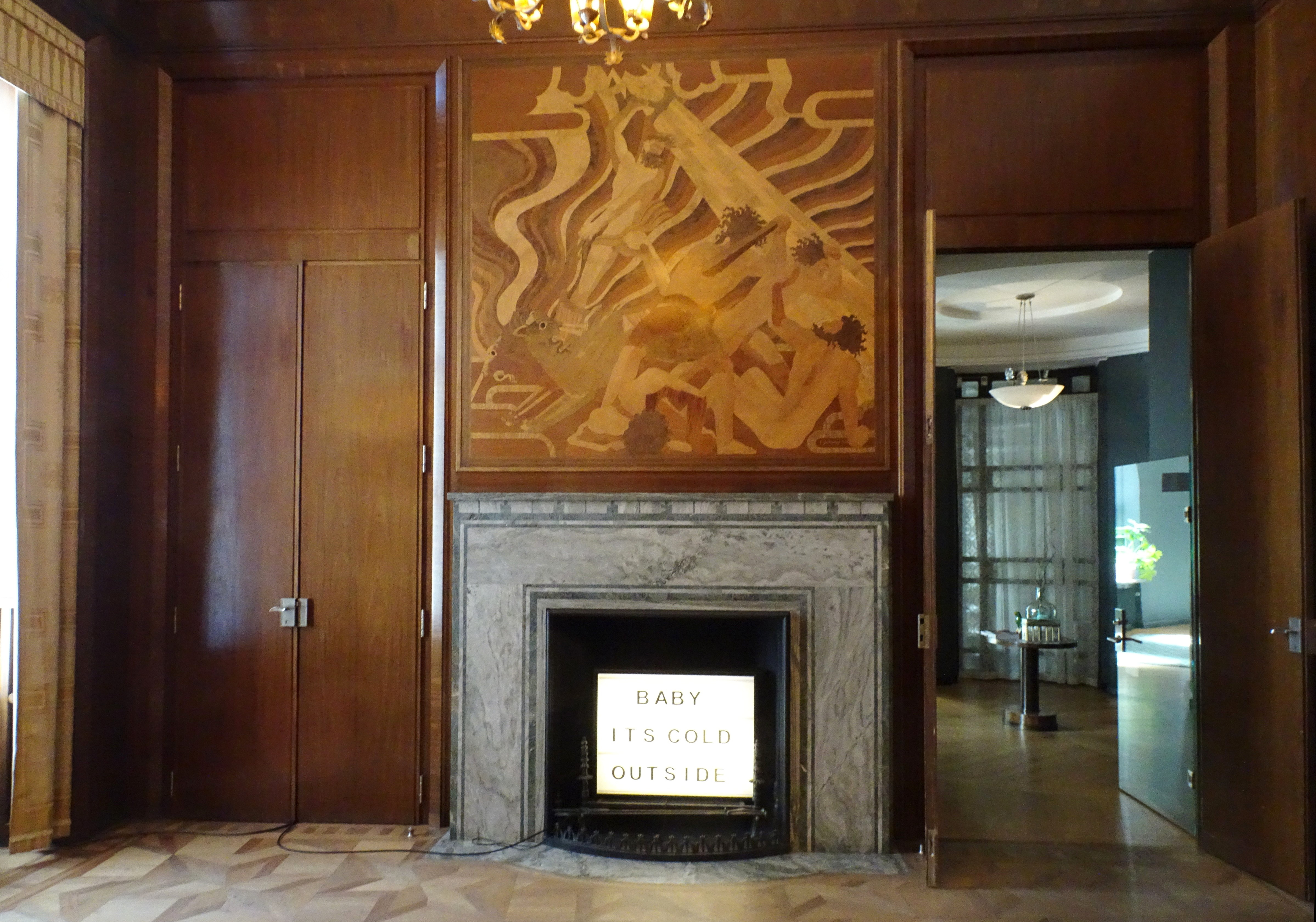
Öppna spisen och Dahlskogs intarsia däröver.
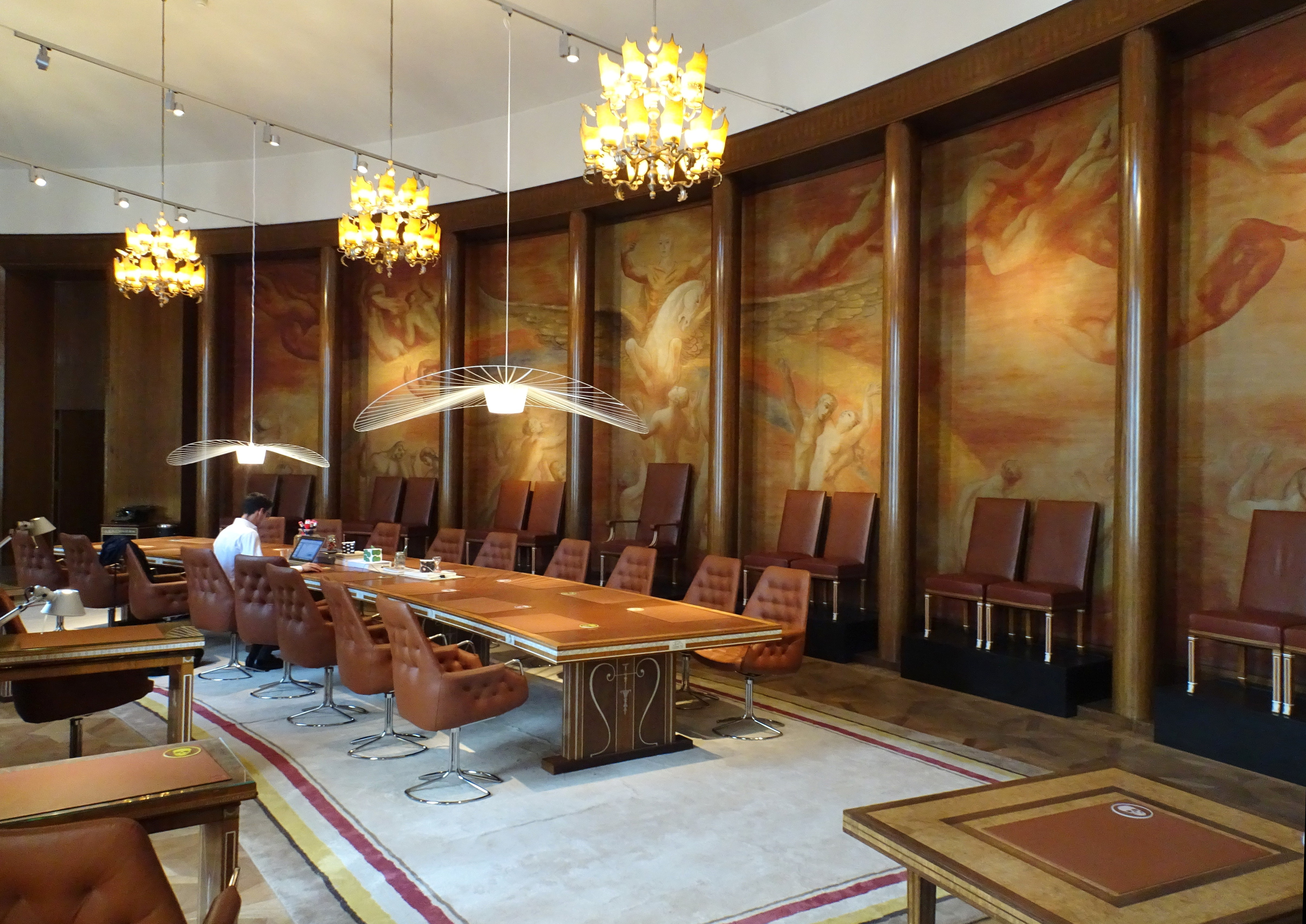
Sessionssalen.

Övriga interiörer
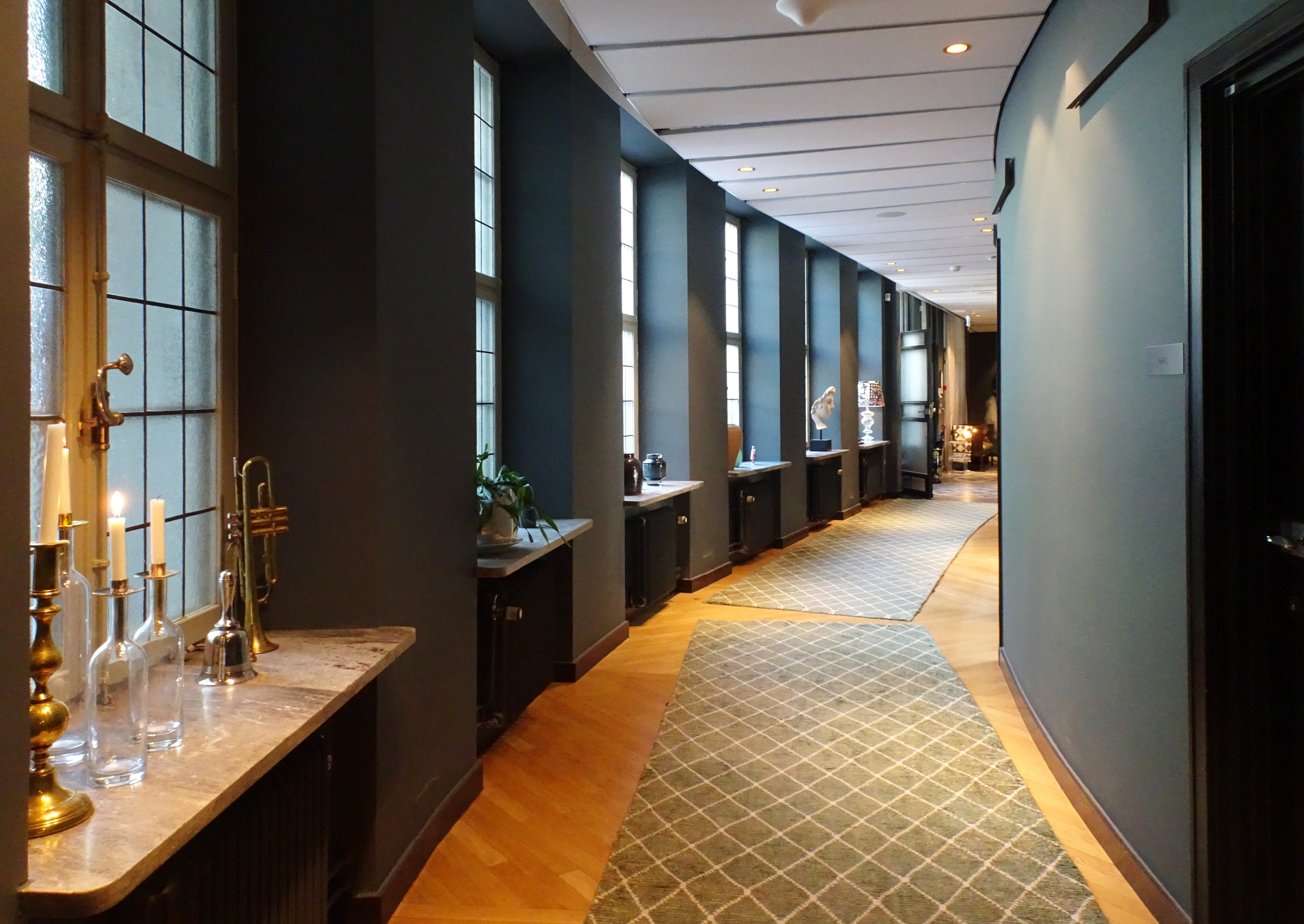
Korridor i gamla direktionsvåningen.
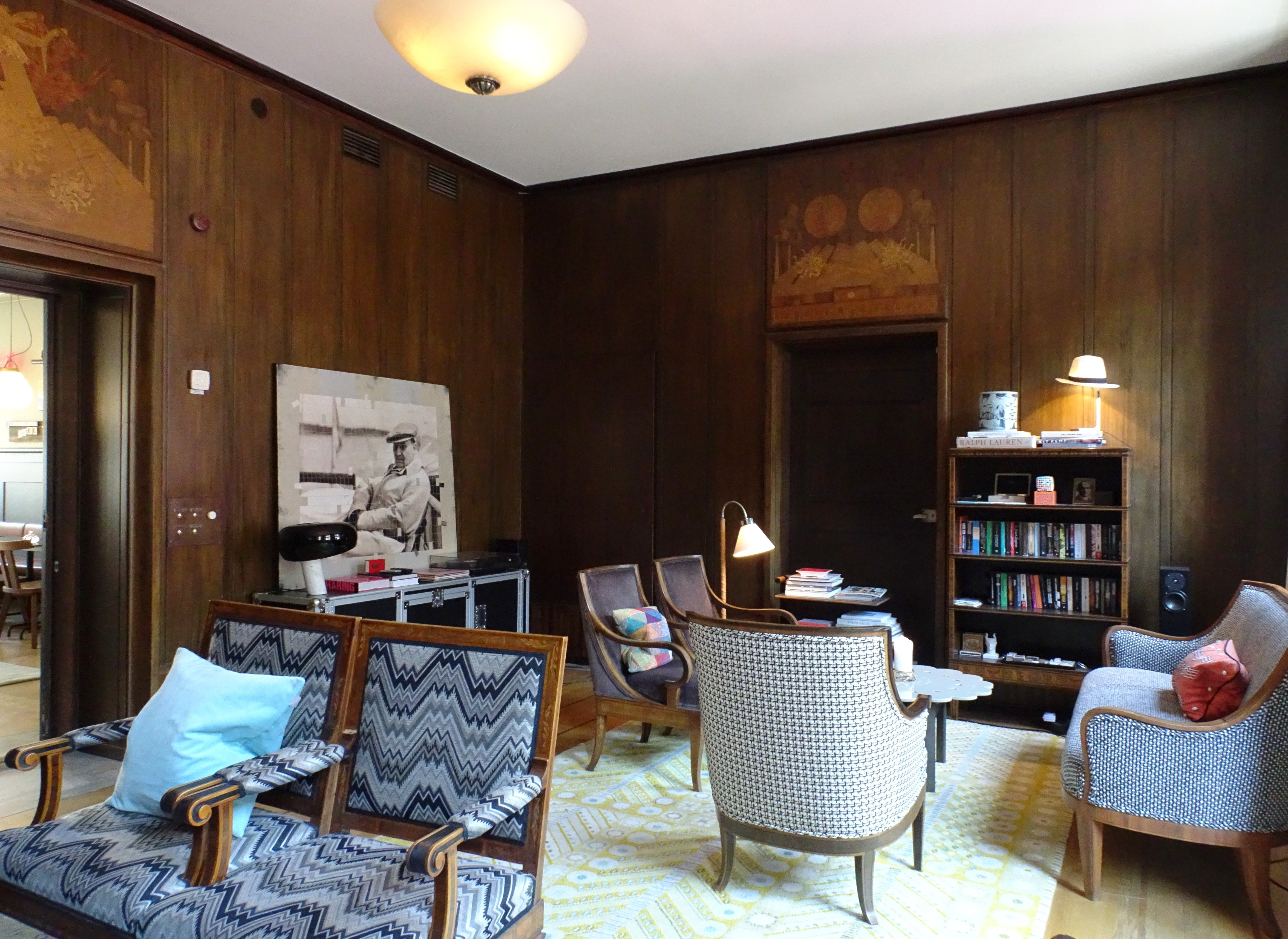
Kreugers tidigare kontor, idag lounge.
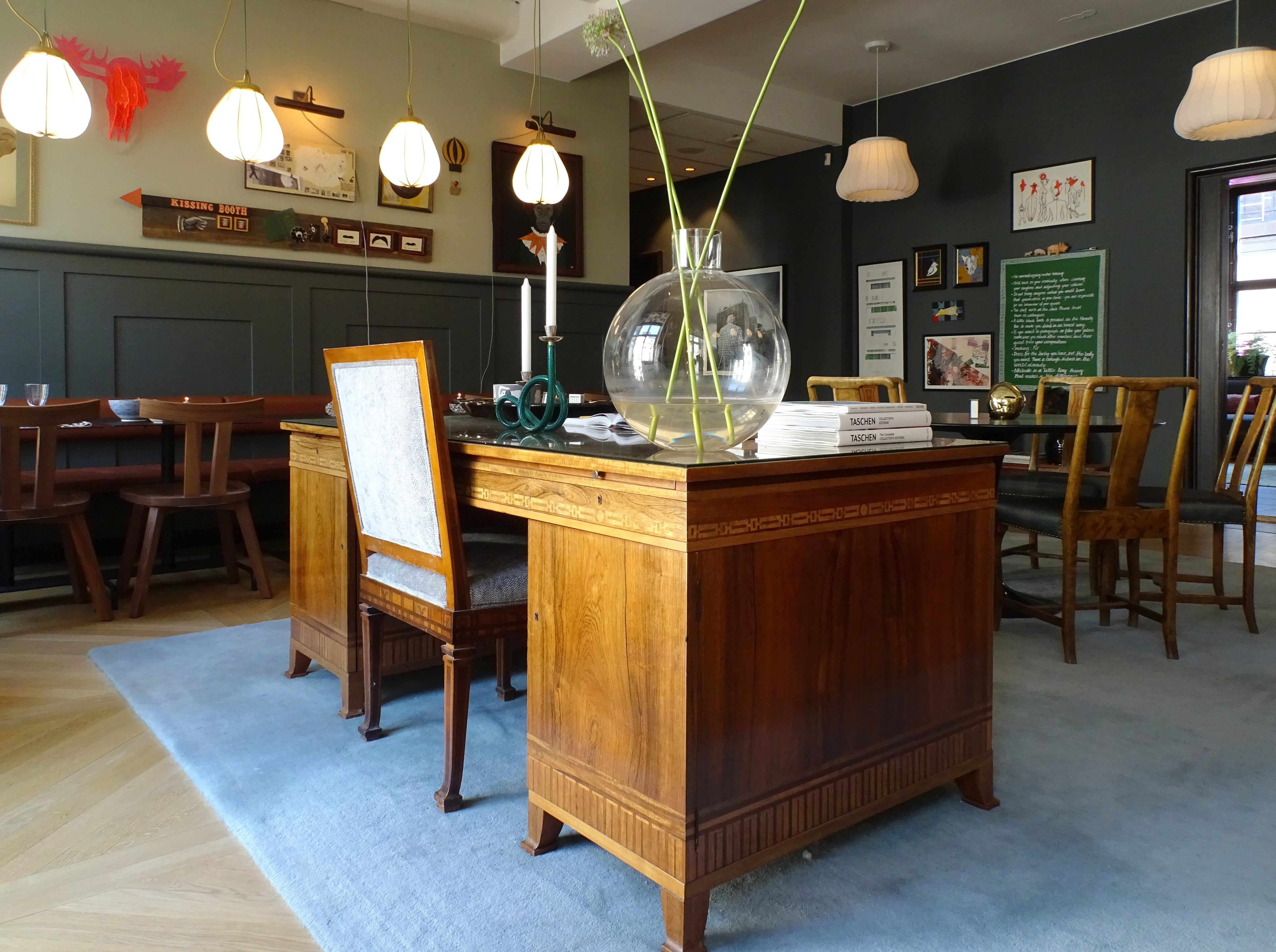
Kreugers gamla skrivbord.
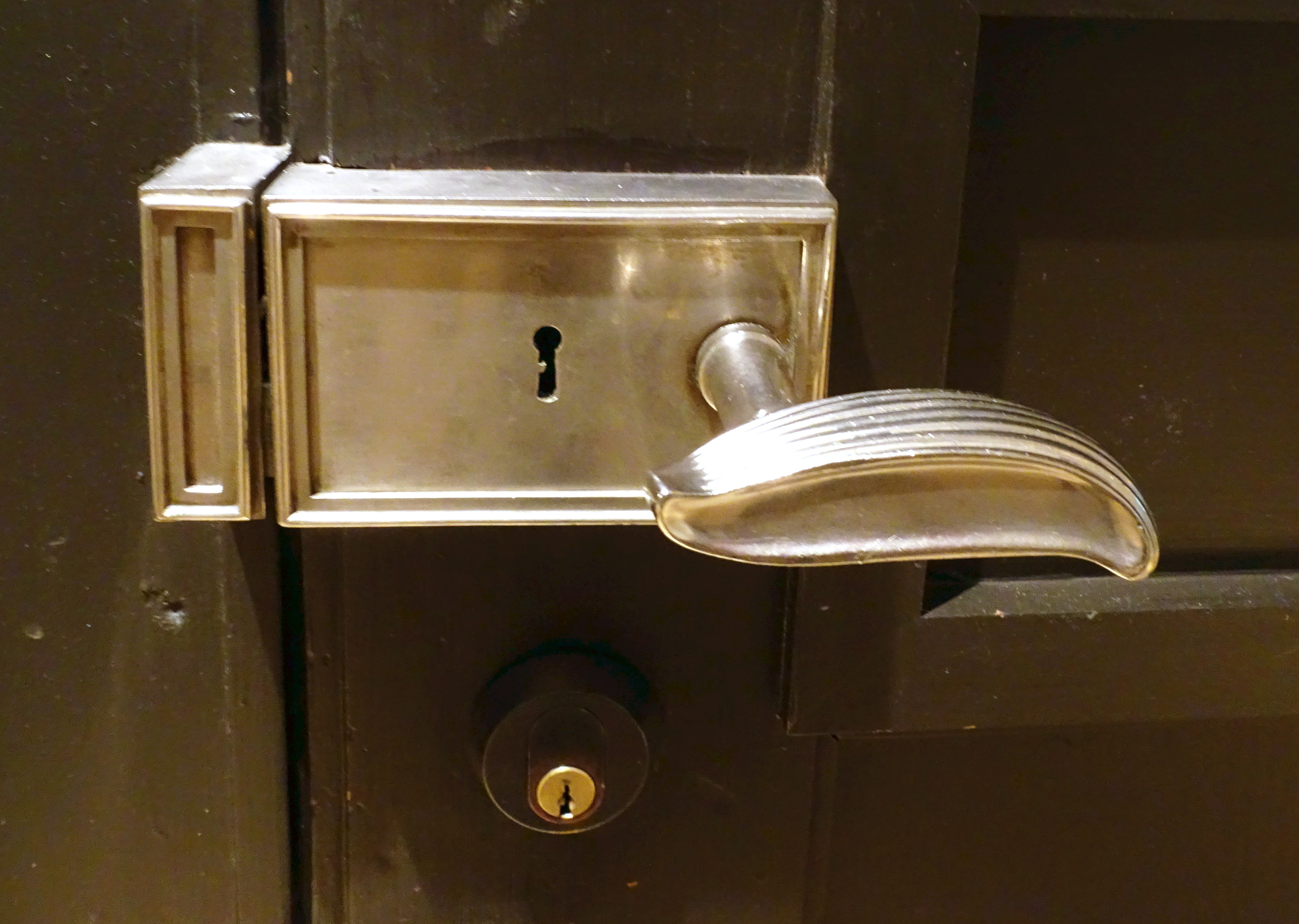
Dörrtrycke till ett av kontorsrummen.
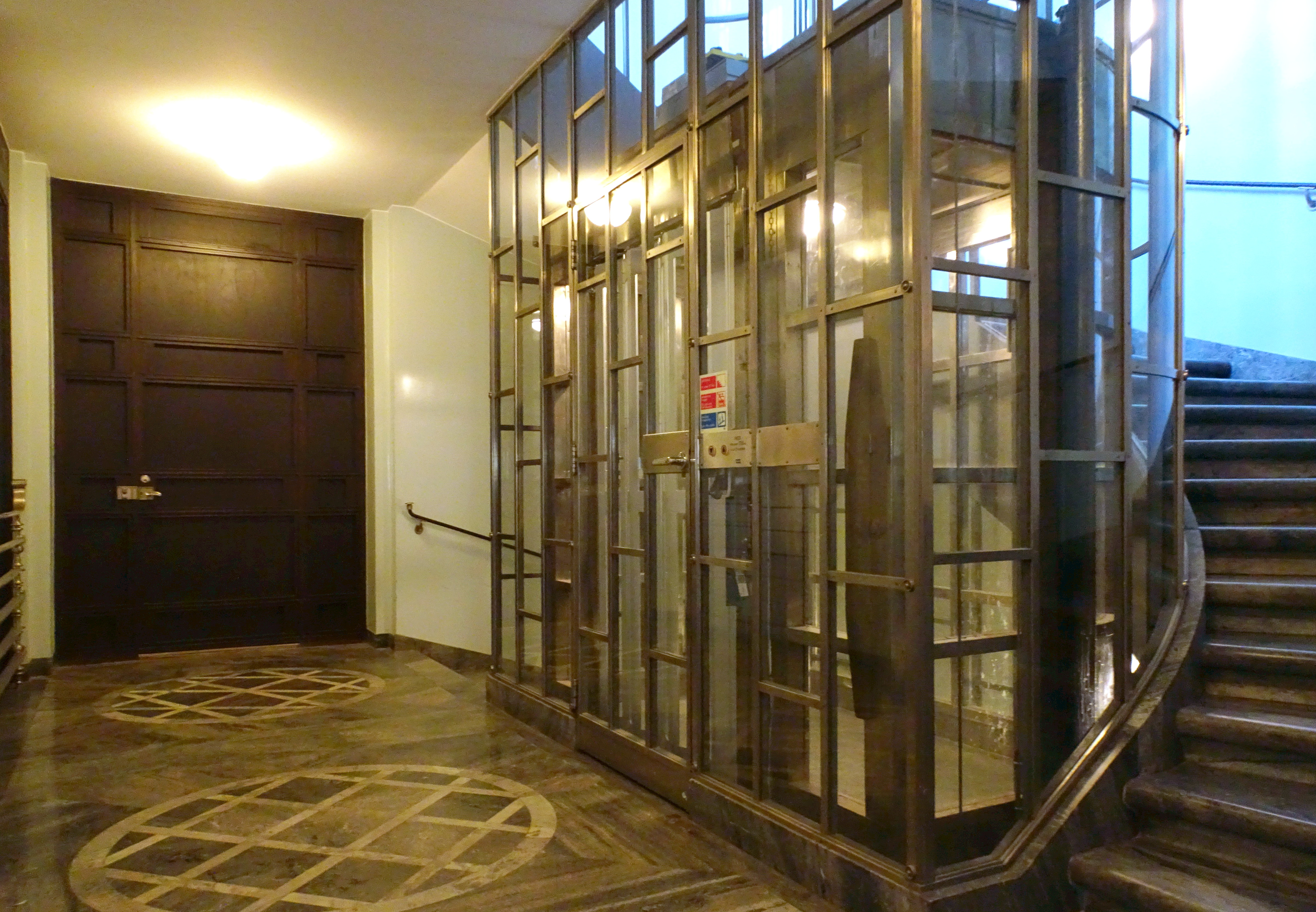
Norra trapphuset och hiss.

## Referenser

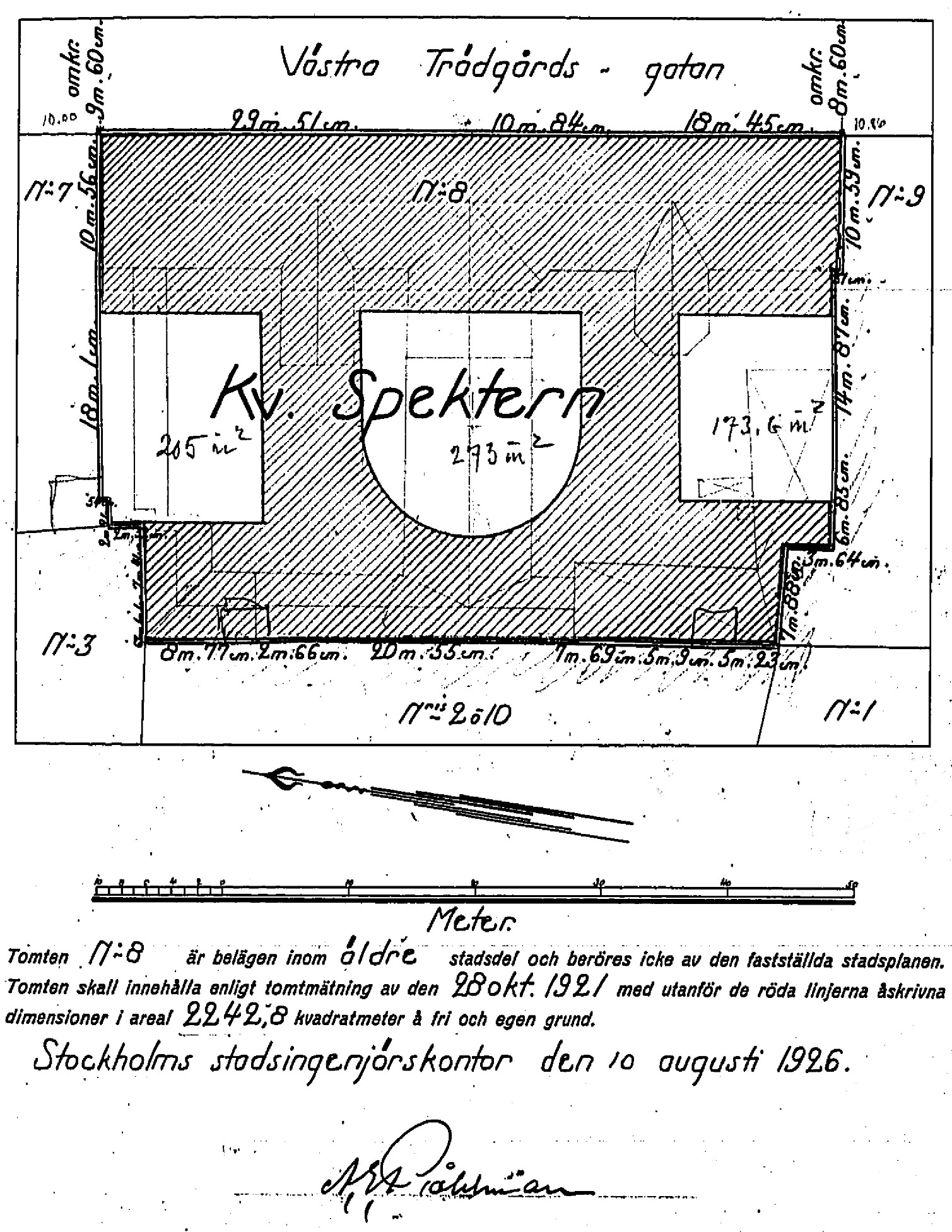
Nybyggnadskartan från 1926.